# Épinay-sur-Seine
Pour les articles homonymes, voir Épinay (homonymie).
Épinay-sur-Seine est une commune française, située dans le département de la Seine-Saint-Denis en région Île-de-France. Elle se trouve à l'extrémité occidentale du département, à la limite des Hauts-de-Seine et du Val-d'Oise.
Ses habitants sont appelés les Spinassiens.

## Géographie

### Localisation

Localisation d'Épinay-sur-Seine dans la petite couronne.

Épinay-sur-Seine est une ville de la banlieue nord de Paris, située à une dizaine de kilomètres du centre de Paris, le long d'un méandre de la Seine.

### Communes limitrophes
La commune d'Épinay-sur-Seine est la plus occidentale du département de la Seine-Saint-Denis. Située à 6 km au nord de Paris sur la rive droite de la Seine, elle est limitrophe des communes de Saint-Denis, Villetaneuse et L'Île-Saint-Denis dans le même département de la Seine-Saint-Denis, et de celles d'Argenteuil, Saint-Gratien, Enghien-les-Bains, Deuil-la-Barre et Montmagny dans le département du Val-d'Oise.
Elle est également très proche du département des Hauts-de-Seine et Gennevilliers, dont elle n'est séparée que par l'Île-Saint-Denis. Le Pont de l'île Saint-Denis assure cette liaison.
| Saint-Gratien                                | Enghien-les-Bains, Deuil-la-Barre (Val-d’Oise) | Montmagny (Val-d’Oise) |
| Argenteuil                                   | Épinay-sur-Seine                               | Villetaneuse           |
| Gennevilliers (Hauts-de-Seine) (quadripoint) | L'Île-Saint-Denis                              | Saint-Denis            |

### Hydrographie
Le territoire communal est limité au sud par la Seine. Le territoire présente une dénivellation progressive du nord vers le sud, des versants du plateau de Montmorency en direction de la Seine. Trois ruisseaux s'écoulent sur le territoire communal : le ru des Econdeaux à l'ouest, il est également traversé sur toute sa longueur du nord au sud-est par un petit cours d'eau : le ru d'Enghien, ainsi que par son affluent, le ru des Haras ou ru d'Arra. Ces ruisseaux ont été enterrés dans les années 1960 et leurs eaux n'alimentent le réseau d'écoulement vers la Seine que lors des périodes de pluie. La rue de l'étang garde le souvenir d'un étang s'étendait à leur confluent.
D'une longueur de 14,2 kilomètres, le ru d'Enghien prend sa source en forêt de Montmorency au nord de la commune dans le Val-d'Oise et se jette dans la Seine après avoir traversé, canalisé pour l'essentiel, les territoires de Montlignon, Margency, Enghien-les-Bains et Épinay-sur-Seine et alimenté l'étang de la chasse, en amont en forêt, puis les étangs du parc de Maugarny (en limite de Montlignon et Margency), ceux du parc de Bury à Margency et le bassin de retenue des Moulinets à Eaubonne. Il se dirige ensuite vers le lac d'Enghien avant d'atteindre Épinay.
Le ru des Haras ou ru d'Arra, d'une longueur de 6,3 kilomètres, naît dans le vallon des Haras à l'est de Montmorency (Val-d'Oise) et se jette dans le ru d'Enghien à peu de distance de la Seine après avoir traversé, en souterrain pour une grande part, les territoires de Groslay, Montmagny et Villetaneuse. La Direction de l'eau et de l'assainissement du département de la Seine-Saint-Denis a engagé plusieurs études en vue de la requalification de ce ruisseau, notamment dans sa partie où il se trouve en limite communale de Montmagny et de Villetaneuse. La réalisation de ce projet implique une amélioration significative de la qualité de l'eau en amont.

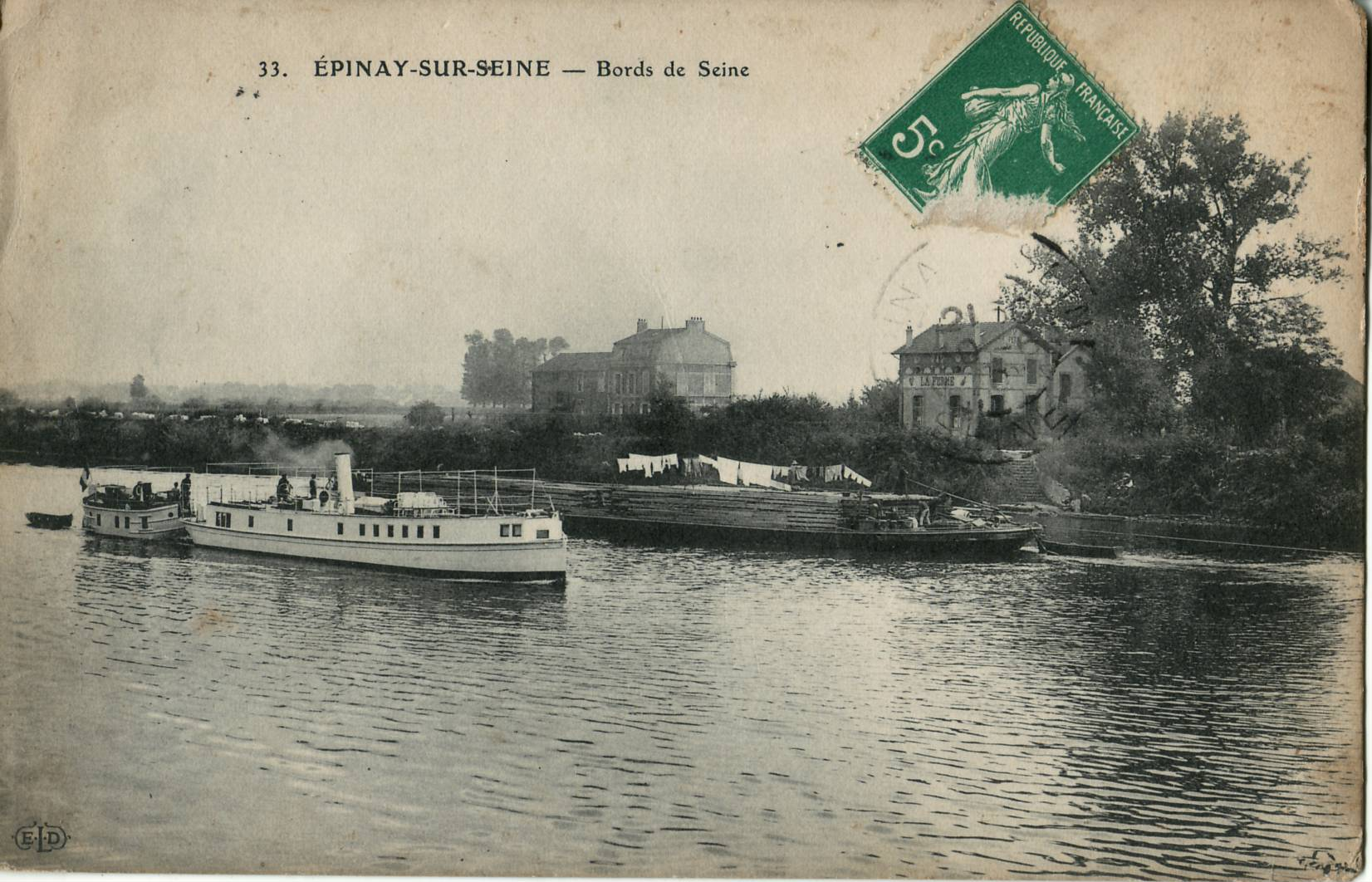
La Seine, au début du XXe siècle.
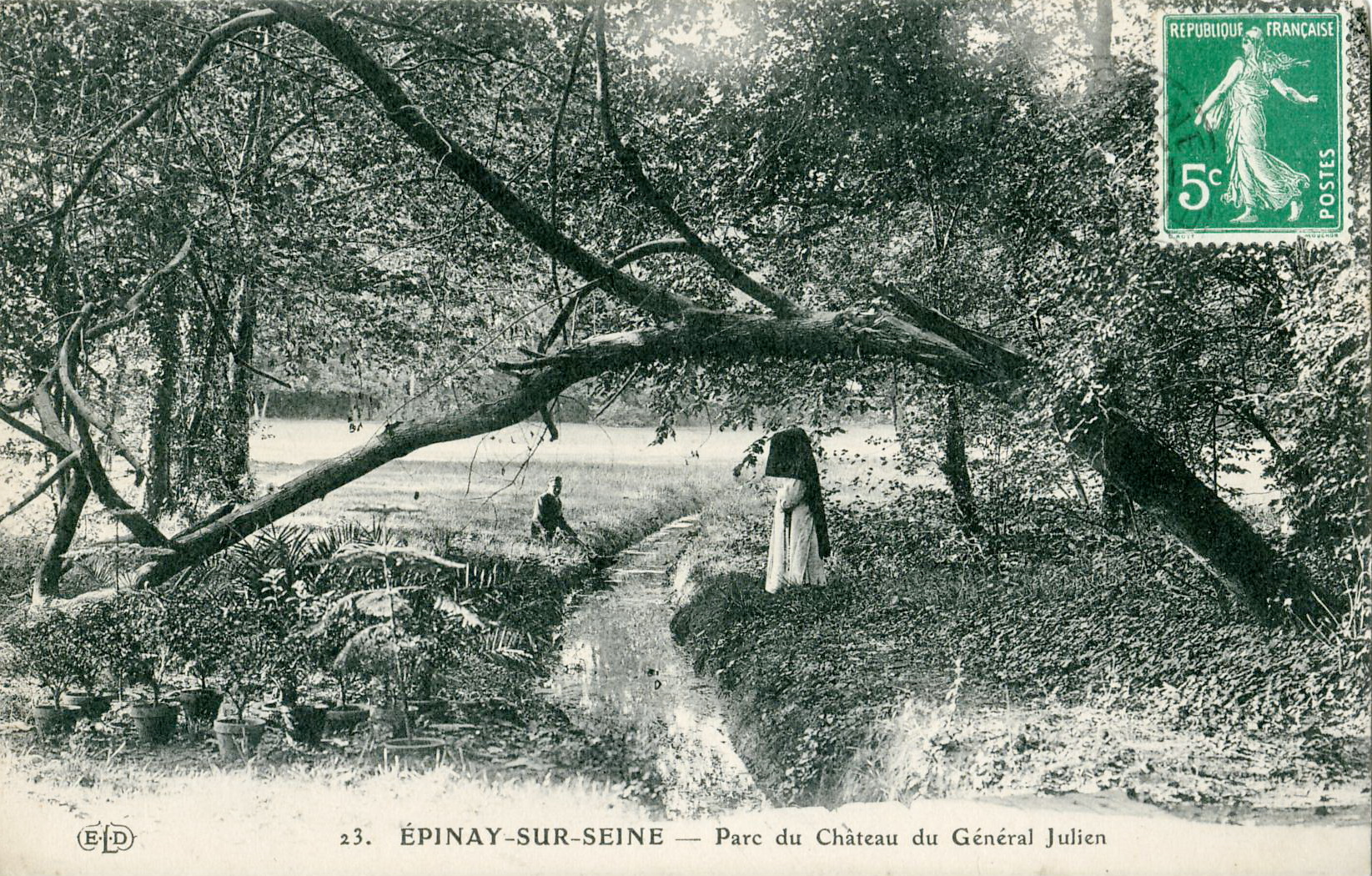
Au début du XXe siècle, les eaux du lac d'Enghien s'écoulaient dans le ru d'Enghien à travers Épinay, où elles se rejetaient dans la Seine.

### Climat
Pour des articles plus généraux, voir Climat de l'Île-de-France et Climat de la Seine-Saint-Denis.
En 2010, le climat de la commune est de type climat océanique dégradé des plaines du Centre et du Nord, selon une étude du CNRS s'appuyant sur une série de données couvrant la période 1971-2000. En 2020, Météo-France publie une typologie des climats de la France métropolitaine dans laquelle la commune est exposée à un climat océanique altéré et est dans la région climatique Sud-ouest du bassin Parisien, caractérisée par une faible pluviométrie, notamment au printemps (120 à 150 mm) et un hiver froid (3,5 °C).
Pour la période 1971-2000, la température annuelle moyenne est de 11,9 °C, avec une amplitude thermique annuelle de 15,4 °C. Le cumul annuel moyen de précipitations est de 647 mm, avec 10,3 jours de précipitations en janvier et 7,6 jours en juillet. Pour la période 1991-2020, la température moyenne annuelle observée par la station météorologique la plus proche, située à Bonneuil-en-France, à 9 km à vol d'oiseau, est de 12,1 °C et le cumul annuel moyen de précipitations est de 616,3 mm,. Pour l'avenir, les paramètres climatiques de la commune estimés pour 2050 selon différents scénarios d'émission de gaz à effet de serre sont consultables sur un site dédié publié par Météo-France en novembre 2022.

## Urbanisme

### Typologie
Au 1er janvier 2024, Épinay-sur-Seine est catégorisée grand centre urbain, selon la nouvelle grille communale de densité à sept niveaux définie par l'Insee en 2022.
Elle appartient à l'unité urbaine de Paris, une agglomération inter-départementale regroupant 407  communes, dont elle est une commune de la banlieue,,. Par ailleurs la commune fait partie de l'aire d'attraction de Paris, dont elle est une commune du pôle principal,. Cette aire regroupe 1 929 communes,.

### Morphologie urbaine

Carte des quartiers.

La ville d'Épinay-sur-Seine est divisée en sept quartiers : Centre-Ville, Les Mobiles - La Briche - Les Béatus - Blumenthal, Les Écondeaux, La Source - Les Presles, Orgemont, Gros Buisson et Le Cygne d'Enghien.
La commune est marquée par la présence de nombreux grands ensembles tels que les cités d'Orgemont, de la Source et des Presles, mais a conservé des zones pavillonnaires traditionnelles, comprenant également des cités-jardins (Cité-jardin Blumenthal, en limite de Villetaneuse, Orgemont, en limite d'Argenteuil).
La cité-jardin est imaginée et construite dans les années 1910 et 1920 par le négociant en peaux Willy Blumenthal afin d'y loger les ouvriers de sa tannerie de Saint-Denis. Les occupants ont par la suite accédé à la propriété avant la Seconde Guerre mondiale et ont modifié l'unité d'aspect des trois cents pavillons en meulière construits à l'origine. Blumenthal ouvre également une salle des fêtes, un dispensaire et une pouponnière.
Le secteur du Cygne d'Enghien, bordant cette ville et son lac, est le quartier le plus cher de la ville avec le quartier Blumenthal, fort de ses maisons très au calme, et qui constitue l'une des trois cités-jardins de la ville. Le quartier d'Orgemont est quant à lui le moins huppé de la ville. Un autre quartier très résidentiel, au calme et peu connu, se trouve le long des berges de Seine en suivant le chemin de halage.
Le centre-ville, urbanisé dans les années 1960-1980, extrêmement dense et complexe, fait l'objet d'un projet de très profonde restructuration conventionnée avec l'ANRU. Ce projet de rénovation urbaine concerne quatre quartiers, et concerne trois thématiques majeures : le centre-ville et son rôle central, la diversification de l'offre d'habitat et le renouvellement des espaces, équipements et services publics.
La restructuration d'Épicentre, le centre commercial du centre-ville, est un élément incontournable de la rénovation du centre-ville.
Dans ce cadre, le grand ensemble du 77 avenue d'Enghien est restructuré en 2008. Le programme de démolition de 323 logements du bailleur OGIF est engagé, et 455 logements (maisons de ville, appartements locatifs et en accession à la propriété) sont en construction.
Retenue au titre de la politique de la ville, la commune compte une zone franche urbaine (ZFU) à savoir Orgemont et trois quartiers prioritaires de la politique de la ville, à savoir Centre-ville, La Source-Les Presles et Orgemont.
Par ailleurs, la ville, qui a une longue façade sur la Seine, bénéficie d'un atout majeur pour son cadre de vie : ses berges. Préservées de toute voirie routière, la ville profite d'un des plus longs linéaires de berges préservées et transformées d'une part en parc de la proche couronne parisienne et d'autre part en un habitat résidentiel à l'abri des nuisances sonores. Elles sont d'ailleurs protégées de toute urbanisation et classées en zone naturelle au plan local d'urbanisme de la ville et au schéma de cohérence territoriale (SCOT) de Plaine Commune, et font l'objet de plusieurs programmes de réhabilitation avec le soutien de la Région d'Île-de-France. Elles sont le lieu d'animations tout au long de l'année. L'ambition du projet de ville est notamment de « tourner la ville vers la Seine », en ouvrant des perspectives vers le fleuve.
Un autre des volets novateur de cette démarche est la construction, route de Saint-Leu, d'un programme d'une quinzaine de maisons à 100 000 euros du programme éponyme de Jean-Louis Borloo, livré fin 2008. L'ensemble de ces projets est porté par la Plaine Commune, en accord avec la Ville.

### Habitat et logement
En 2018, le nombre total de logements dans la commune était de 21 952, alors qu'il était de 21 043 en 2013 et de 20 241 en 2008.
Parmi ces logements, 92,9 % étaient des résidences principales, 0,8 % des résidences secondaires et 6,3 % des logements vacants. Ces logements étaient pour 15 % d'entre eux des maisons individuelles et pour 83,3 % des appartements.
Le tableau ci-dessous présente la typologie des logements à Épinay-sur-Seine en 2018 en comparaison avec celle de la Seine-Saint-Denis et de la France entière. Une caractéristique marquante du parc de logements est ainsi une proportion de résidences secondaires et logements occasionnels (0,8 %) inférieure à celle du département (1,1 %) et à celle de la France entière (9,7 %). Concernant le statut d'occupation de ces logements, 37,4 % des habitants de la commune sont propriétaires de leur logement (34 % en 2013), contre 38,8 % pour la Seine-Saint-Denis et 57,5 % pour la France entière.
| Typologie                                               | Épinay-sur-Seine | Seine-Saint-Denis | France entière |
| ------------------------------------------------------- | ---------------- | ----------------- | -------------- |
| Résidences principales (en %)                           | 92,9             | 93                | 82,1           |
| Résidences secondaires et logements occasionnels (en %) | 0,8              | 1,1               | 9,7            |
| Logements vacants (en %)                                | 6,3              | 5,9               | 8,2            |

### Voies de communication et transports

#### Réseau routier
La commune est desservie par l'autoroute A 15, l'A 86 passant à proximité, ainsi que par les RN 14 (qui constitue l'axe principal de la ville), RN 214, RN 310 et RN 328, sur laquelle circule depuis le 16 décembre 2014 la ligne 8 du tramway d'Île-de-France.

#### Transports en commun

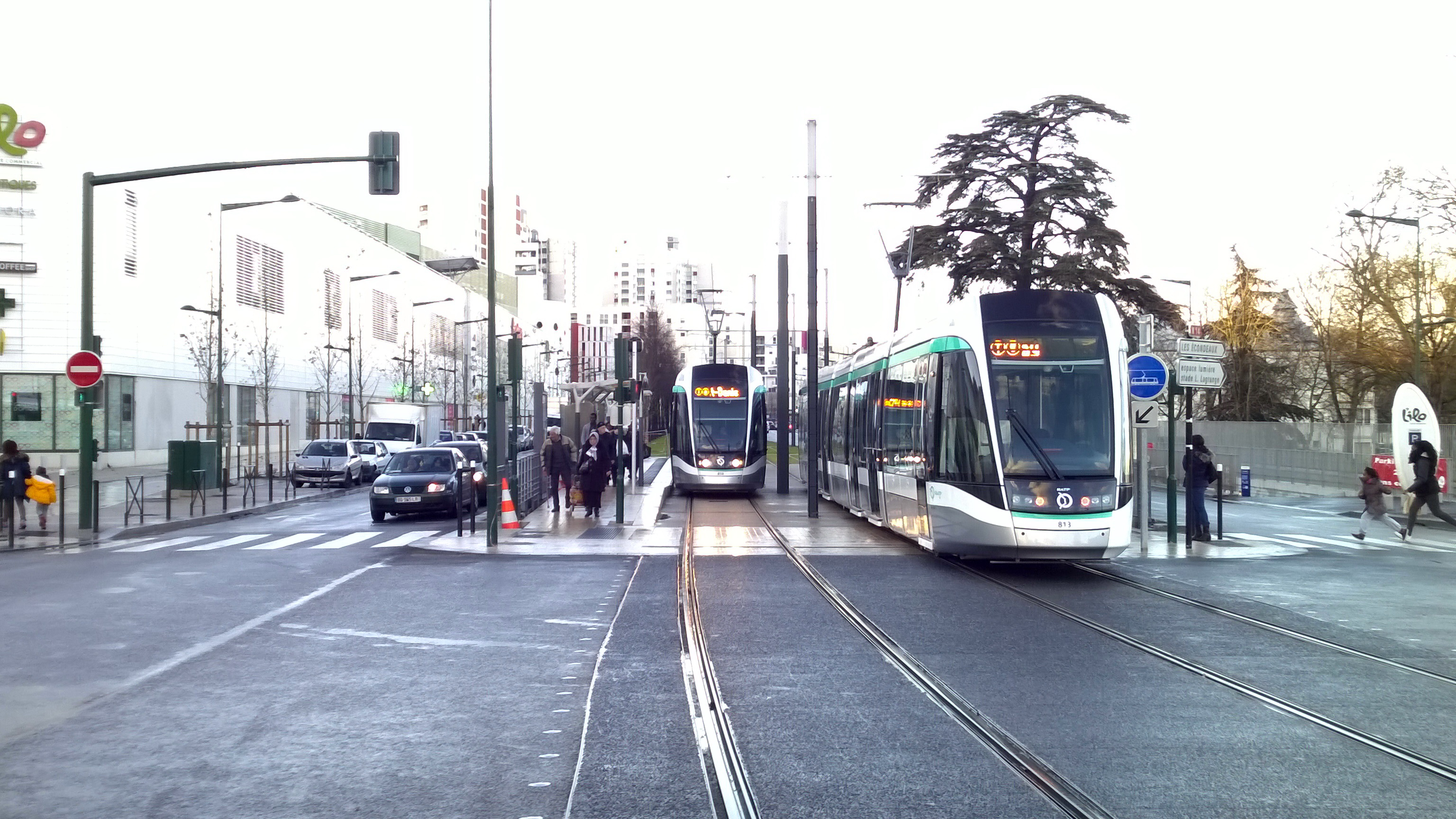
La station Rose Bertin de T8 dessert le centre-ville et le centre commercial Ilo, inauguré fin 2013 dans le cadre du projet de rénovation urbaine d'Épinay-sur-Seine.

Épinay-sur-Seine est desservie par la ligne C du RER et la ligne H du Transilien. Entre 2014 et 2017, la desserte s'est considérablement renforcée avec la mise en service du tramway T8 et du tram T11.

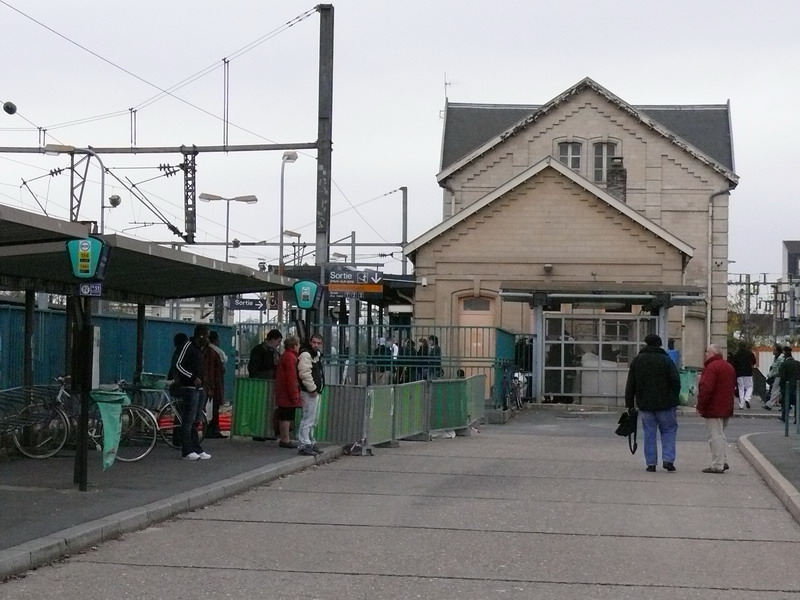
La gare d'Épinay - Villetaneuse se trouve en limite nord de la commune.

Les deux principaux pôles de transports sont :
- à l'est la gare d'Épinay - Villetaneuse (Transilien H et tram T11) ;
- à l'ouest, la gare d'Épinay-sur-Seine (RER C et tramways T8 et T11).

Le tramway T8, depuis le 16 décembre 2014, relie le terminus le quartier d'Orgemont à la station de métro Saint-Denis - Porte de Paris en tangentant le centre-ville, avec une branche vers Villetaneuse-Université.
Le tramway 11, depuis le 11 juillet 2017 relie les deux gares d'Épinay à celle du Bourget, et permet des correspondances avec d'autres lignes de RER sans passer par Paris. Ce tram-train est amené à devenir une ligne de rocade reliant Sartrouville à Noisy-le-Sec.
Épinay est également desservie par les bus des réseaux RATP, Argenteuil - Boucles de Seine, Vallée de Montmorency et la nuit par Noctilien.

## Toponymie
Le nom est attesté sous les formes Spinogelo au VIIe siècle et Spinogilium 862. Ipinacum est une mauvaise latinisation du VIIe siècle, par confusion avec le suffixe *-ACU.
Albert Dauzat et Charles Rostaing expliquent cet archétype toponymique fréquent par le terme roman epinay signifiant « lieu planté d'(arbres à) épines ». On disait en ancien français un epinay, comme on disait un chesnay, un saussay, etc.
Pour eux, les Épinay (homonymie) (cf. Épinay, Spinetum XIIe siècle) de la partie nord de la France et les Épinoy du Nord (cf. Épinoy, Spinetum 880) remontent tous au gallo-roman *SPINETU, basé sur les deux éléments d'origine latine spina, épine et -etu(m) suffixe collectif servant à désigner un ensemble d'arbres appartenant à la même espèce. Ce suffixe explique les terminaisons -ey, -ay, (parfois -et, et -oy). Il est devenu féminin en français moderne -aie (Chênaie, Saulaie, etc.).
Cependant, pour Ernest Nègre, les différents Épinay de l'Île-de-France et du Centre admettent une autre explication, d'après leurs formes anciennes latinisées. En effet, on y distingue une autre finale -gelo, -olium, -gilo qui renvoie à l'évidence aux noms en -ueil / -euil (Type Verneuil « clairière des aulnes »), issu de l'appellatif gaulois ialon 'clairière', 'défrichement', puis 'village'. Xavier Delamarre souligne l'extension récente de cet appellatif en Gaule qui a bien pu se combiner avec un élément d'origine latine.
Cependant, il est probable qu'il n'ait plus été compris au Haut Moyen Âge, d'où son remplacement par -ay.

## Histoire

### Préhistoire
La présence humaine en ces lieux est attestée dès l'âge du fer celtique par la découverte au XIXe siècle d'épées en fer et en bronze dans le lit de la Seine.

### Moyen Âge
Le plus ancien établissement attesté sur le site de la commune remonte à l'époque mérovingienne au VIIe siècle. Le lieu est mentionné dans un document rédigé en latin médiéval pour la première fois l'existence du village de Spinogelum par le chroniqueur Frédégaire, en l'an 638.
Dagobert Ier fit son testament à « Ipinacum » ; il donna sa terre à l'abbaye de Saint-Denis, mais les Montmorency en volèrent une partie.
Au XIIe siècle, les Spinassiens vivent des activités portuaires sur la Seine, ainsi que des cultures maraîchères et céréalières et de la viticulture.

### Temps modernes

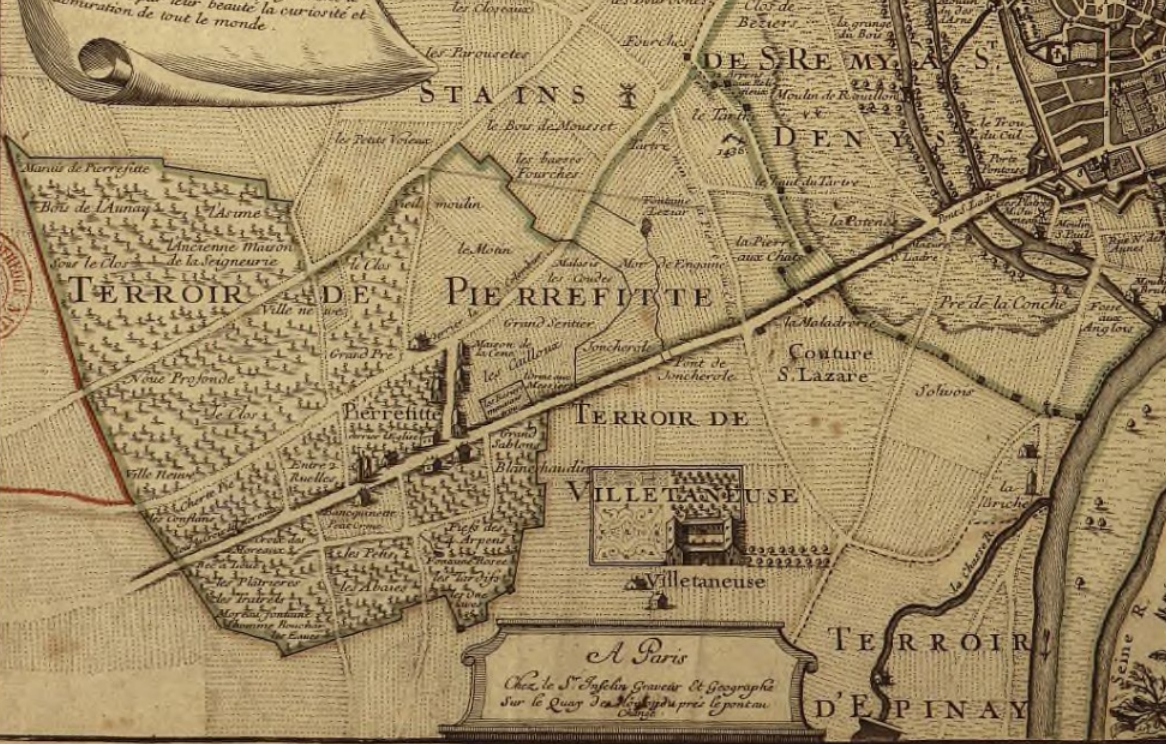
Les terroirs de Stains-Pierrefitte-Villetaneuse-Épinay en 1707

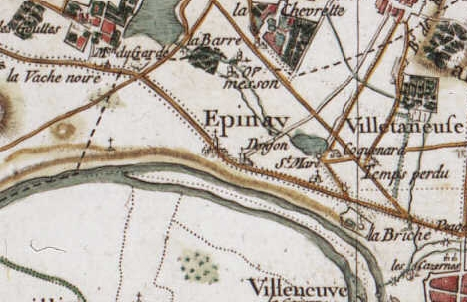
Épinay vers 1780 (carte de Cassini).

En 1741, la seigneurie d'Épinay est achetée par Louis Denis Lalive de Bellegarde, mais le prince de Condé, héritier des Montmorency, y conserve des droits féodaux, et donne des fonds pour reconstruire l'église terminée en 1743.
Au XVIIIe siècle, une société brillante fréquente les propriétés du lieu, les séjours de Diderot, Grimm ou encore Jean-Jacques Rousseau chez Madame d'Épinay (la femme de Denis-Joseph Lalive d'Épinay, son cousin germain, fils de Louis-Denis) sont fréquents.
Par la suite, Gian Battista Sommariva achète la terre seigneuriale d'Épinay.

### Époque contemporaine
Au XIXe siècle, il y avait à Épinay une ferme du nom de Temps Perdu, située au nord du fort de la Briche.
Au XIXe siècle, la commune perd une partie de son territoire : le château de la Briche est transféré à Saint-Denis et la création de la commune d'Enghien-les-Bains le 7 août 1850 lui faire perdre les rives sud du lac d'Enghien.

#### La Guerre de 1870

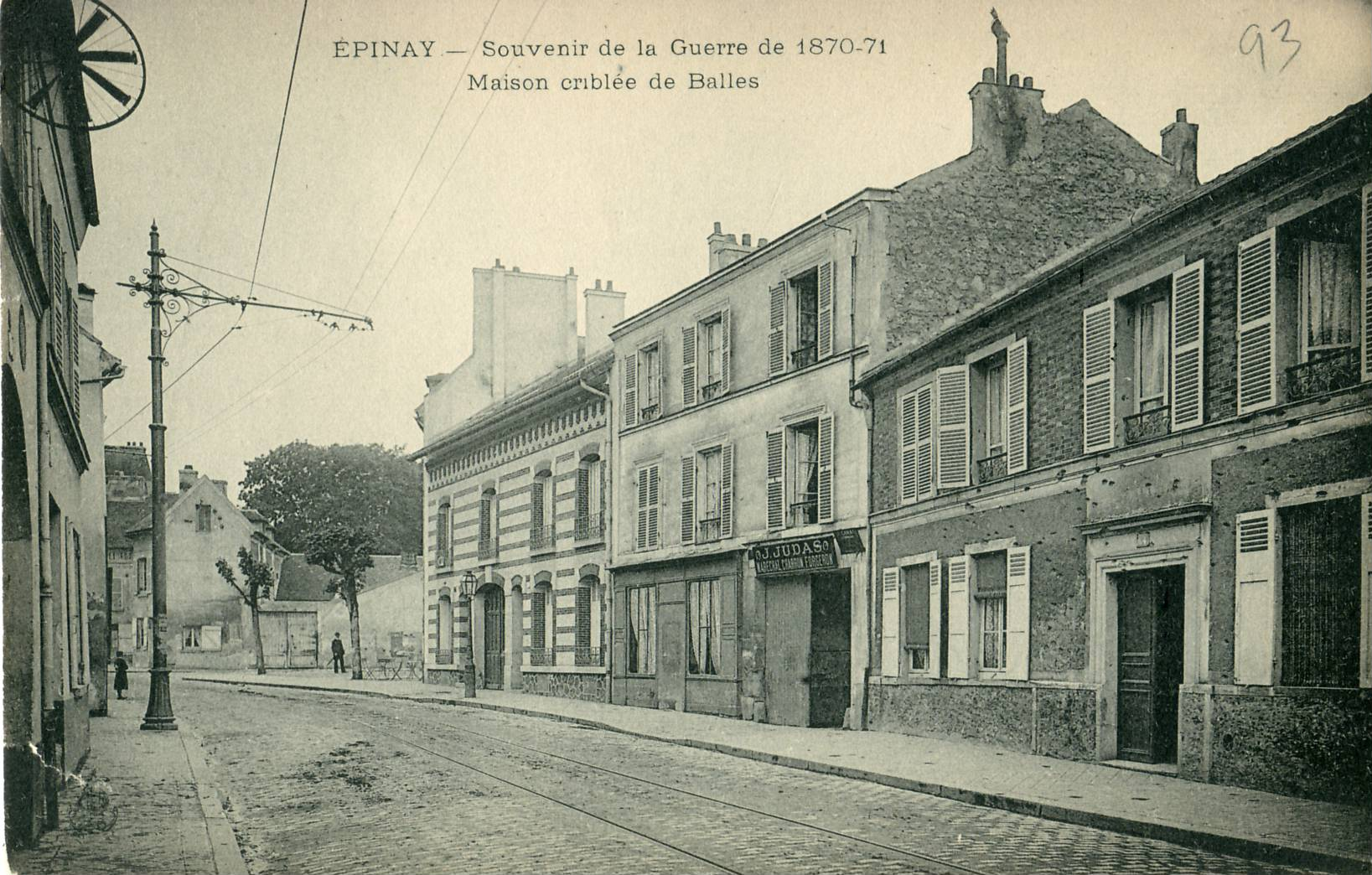
La ville a subi d'importants combats durant la guerre franco-prussienne de 1870, dont le carrefour des Mobiles garde le souvenir.
Ici, une maison de l'ancien bourg qui gardait des impacts de balles, plus de 30 ans après la fin des combats.

Après guerre de 1870 et la bataille dite du Combat d'Épinay (30 novembre 1870), commémoré au carrefour des Mobiles par un monument, et la difficile occupation par les Prussiens durant l'hiver 1870/1871, la commune s'industrialise peu à peu. Le maître-verrier Charles Schneider crée en 1913 une usine des verreries de la gare et A.Belotte réunies.

#### La Grande Ceinture
La ligne de Grande Ceinture, est une ligne de chemin de fer qui fait tout le tour de Paris et qui a été mise en service au niveau d'Épinay-sur-Seine en 1882.
Épinay avait deux gares : celle dite Épinay-Grande Ceinture, qui était sur le parvis de la gare d'Épinay - Villetaneuse, et Le Grand Sentier, à l'emplacement de l'actuelle station RER d'Épinay-sur-Seine.
Ce secteur de la ligne de Grande Ceinture a accueilli les voyageurs jusqu'au 15 juillet 1939. Cette ligne est désormais réservée au trafic de fret.

#### Le tramway Enghien-Trinité

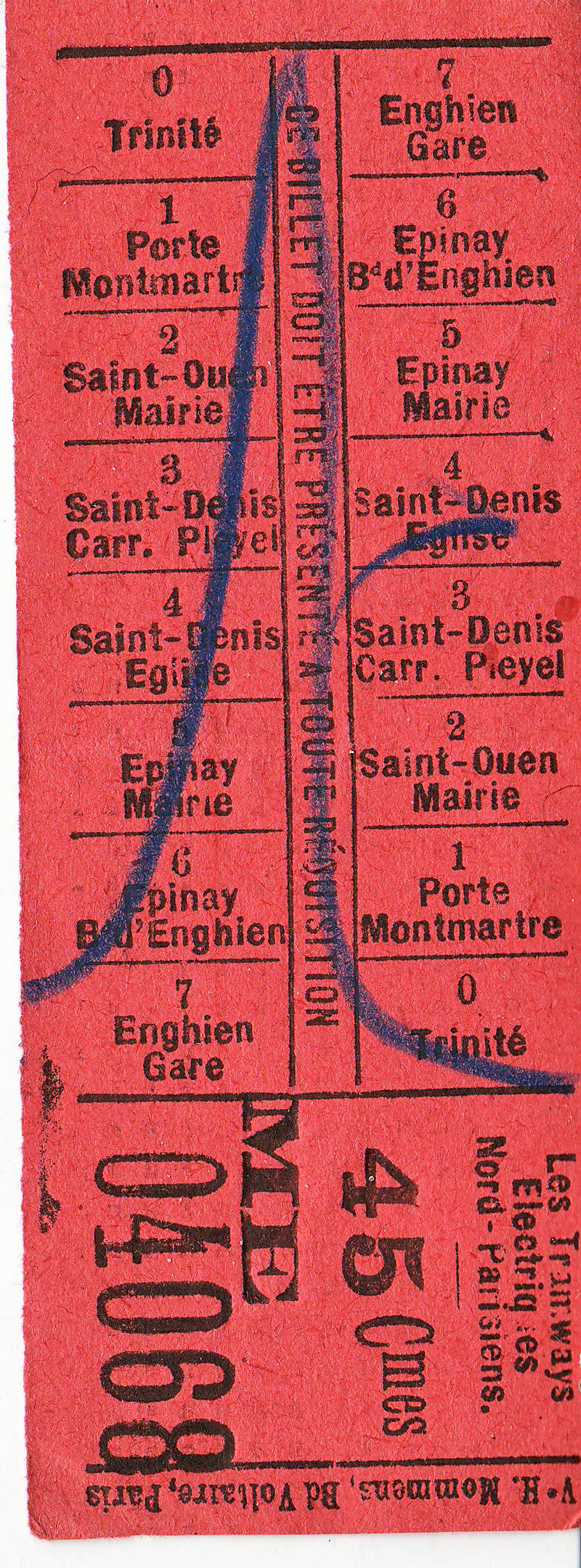
Billet du Tramway Enghien Trinité, montrant les principaux arrêts desservis.

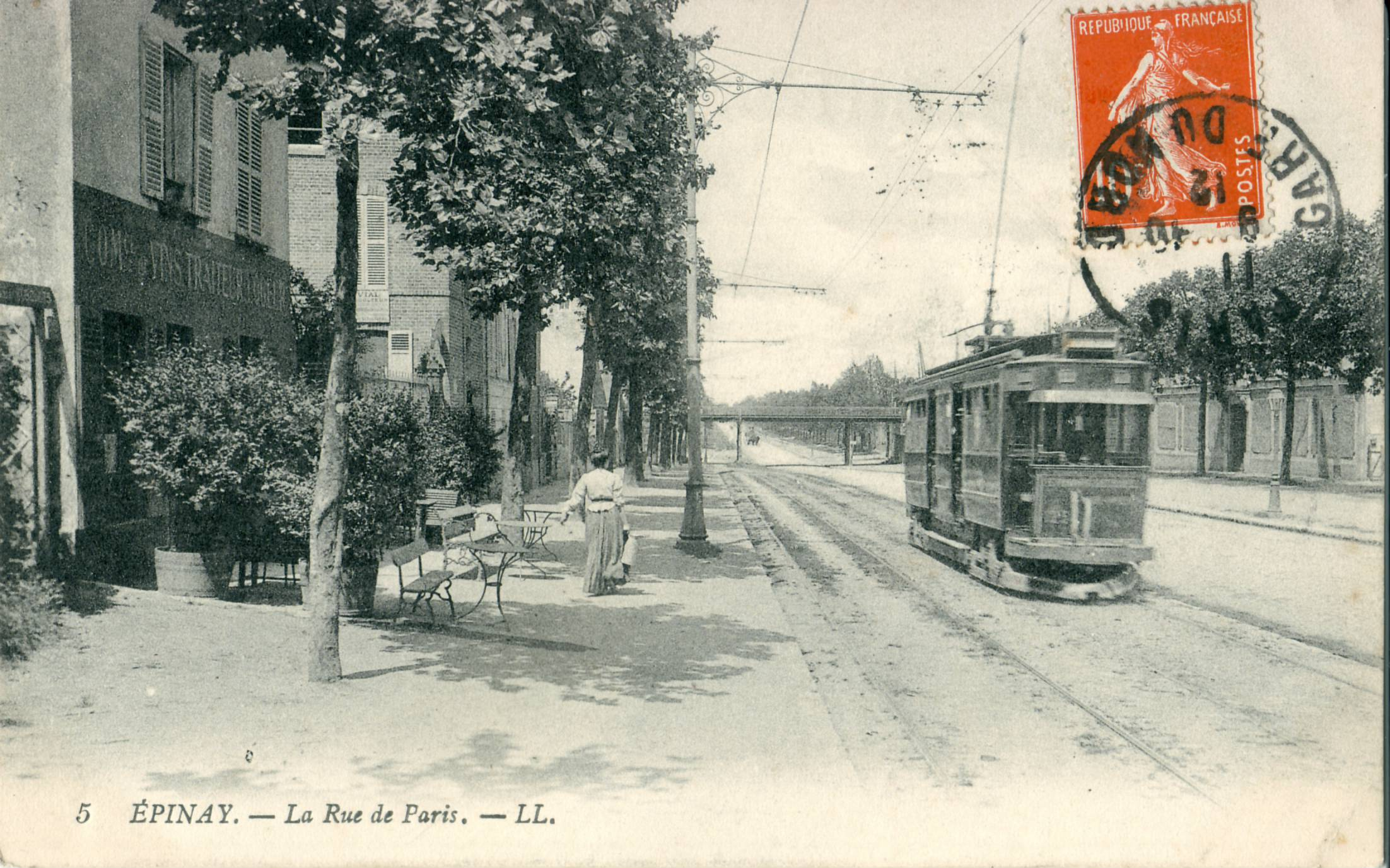
Le Tramway Enghien-Trinité sur la route nationale à Épinay, avant 1912.
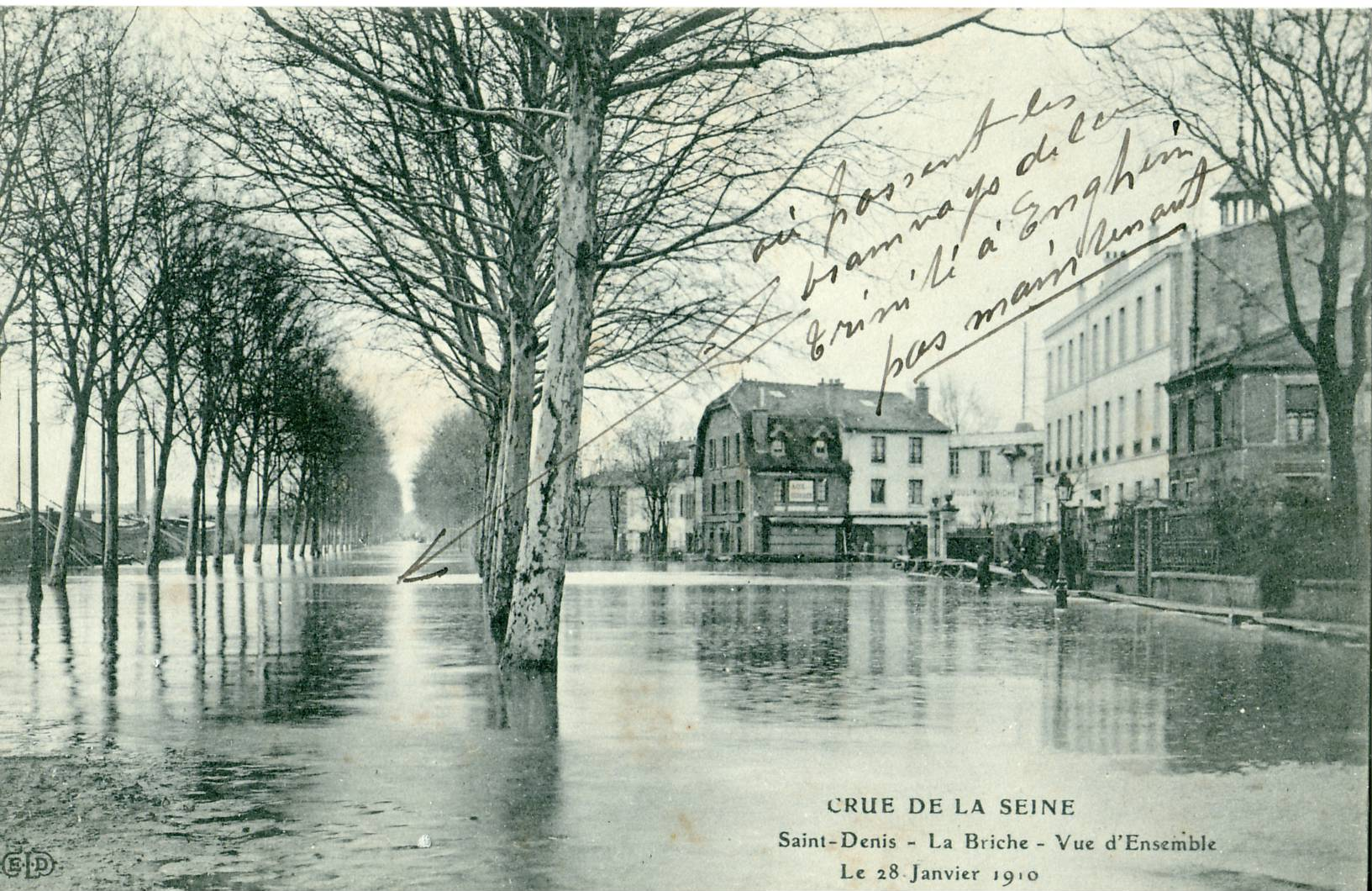
Les inondations de 1910 furent désastreuses pour le tramway, comme l'indique la légende de cette carte prise au début du boulevard Foch.
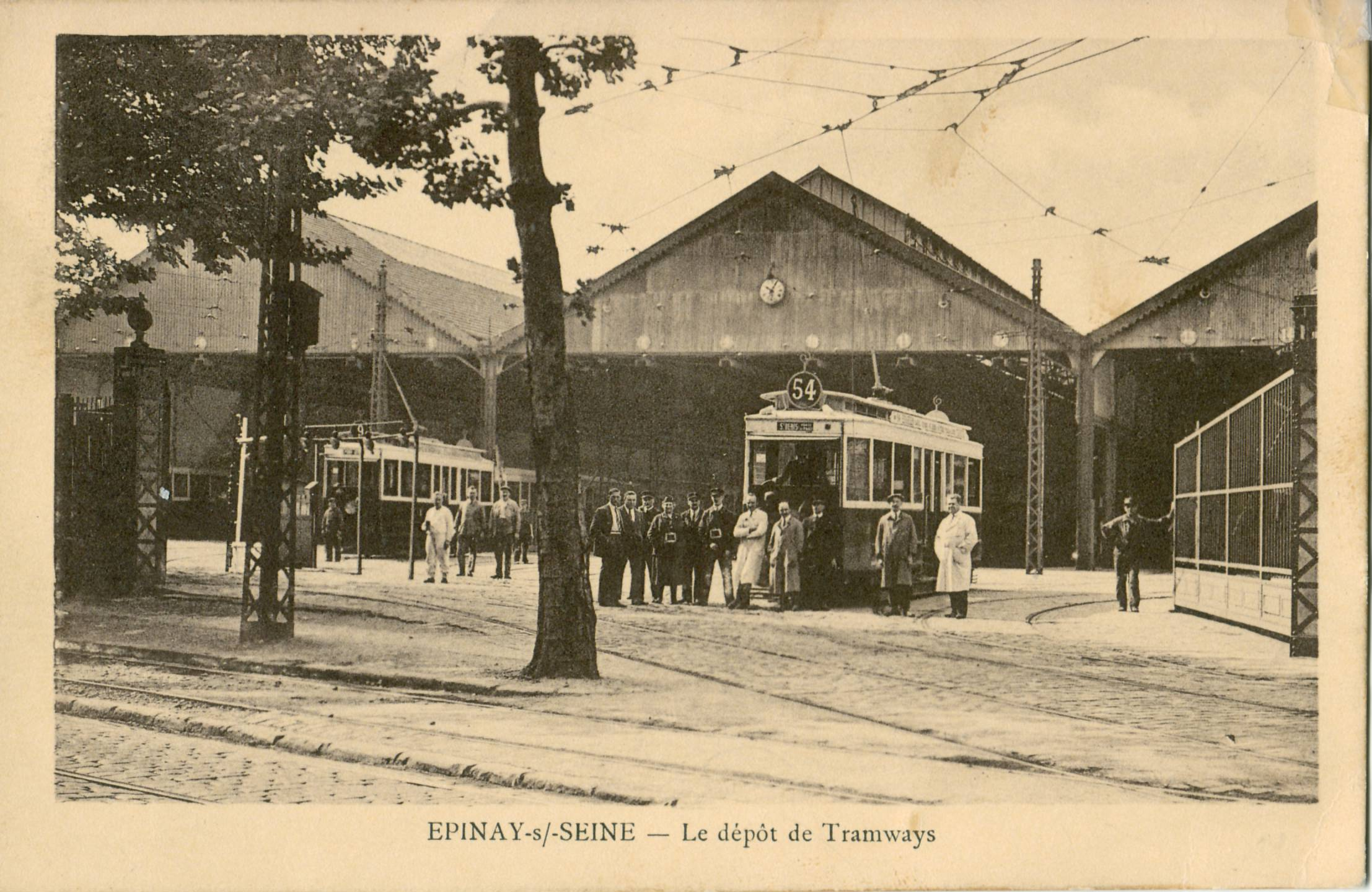
Le dépôt de la Briche, au temps de la STCRP.

Le tramway Enghien (Cygne d'Enghien) - Trinité (Église de la Trinité à Paris) a été mis en service par la Compagnie des Tramways électriques du Nord-Parisiens le 26 septembre 1900. Il a été prolongé le 19 avril 1908 jusqu'à la Gare d'Enghien.
Lors de la fusion des diverses compagnies tramways parisiens dans la STCRP, la ligne prit le no 54.
Elle a été supprimée le 25 mars 1935 et remplacée par des lignes de bus. L'indice de ligne 54 sert néanmoins toujours, avec les lignes RATP actuelles 154 et 254, qui desservent toujours Épinay…
Le dépôt des trams était appelé le dépôt de la Briche et était situé à proximité du Carrefour des Mobiles, sur l'actuel Boulevard Foch. Désaffecté le 28 janvier 1935, puis loué à des entreprises, il a été démoli en 1966 pour faire place à des logements.
En 1921, la ligne de 14,9 km était parcourue en 65 minutes par les 17 rames de tramway qui la desservaient, avec un intervalle minimal de 15 minutes à l'heure de pointe.
En 1902, la ligne transportait 6 626 000 voyageurs, puis, en 1909, 8 754 000 voyageurs, qui, en 1926, n'étaient plus que 6 376 000.

#### Les studios et laboratoires Éclair
Les Laboratoires Éclair et les Studios Éclair étaient les plus connues des entreprises de la ville, compte tenu de leur rôle historique majeur dans l'histoire du film français et, aujourd'hui, dans l'économie du cinéma et de la production télévisuelle. Ils comptent 400 emplois. Dans les années 1930 étaient installés également les studios cinématographiques de la société des Films sonores Tobis qui produisirent un certain nombre de film, notamment La Kermesse héroïque en 1935.

Epinay-sur-Seine au tout début du XXe siècle
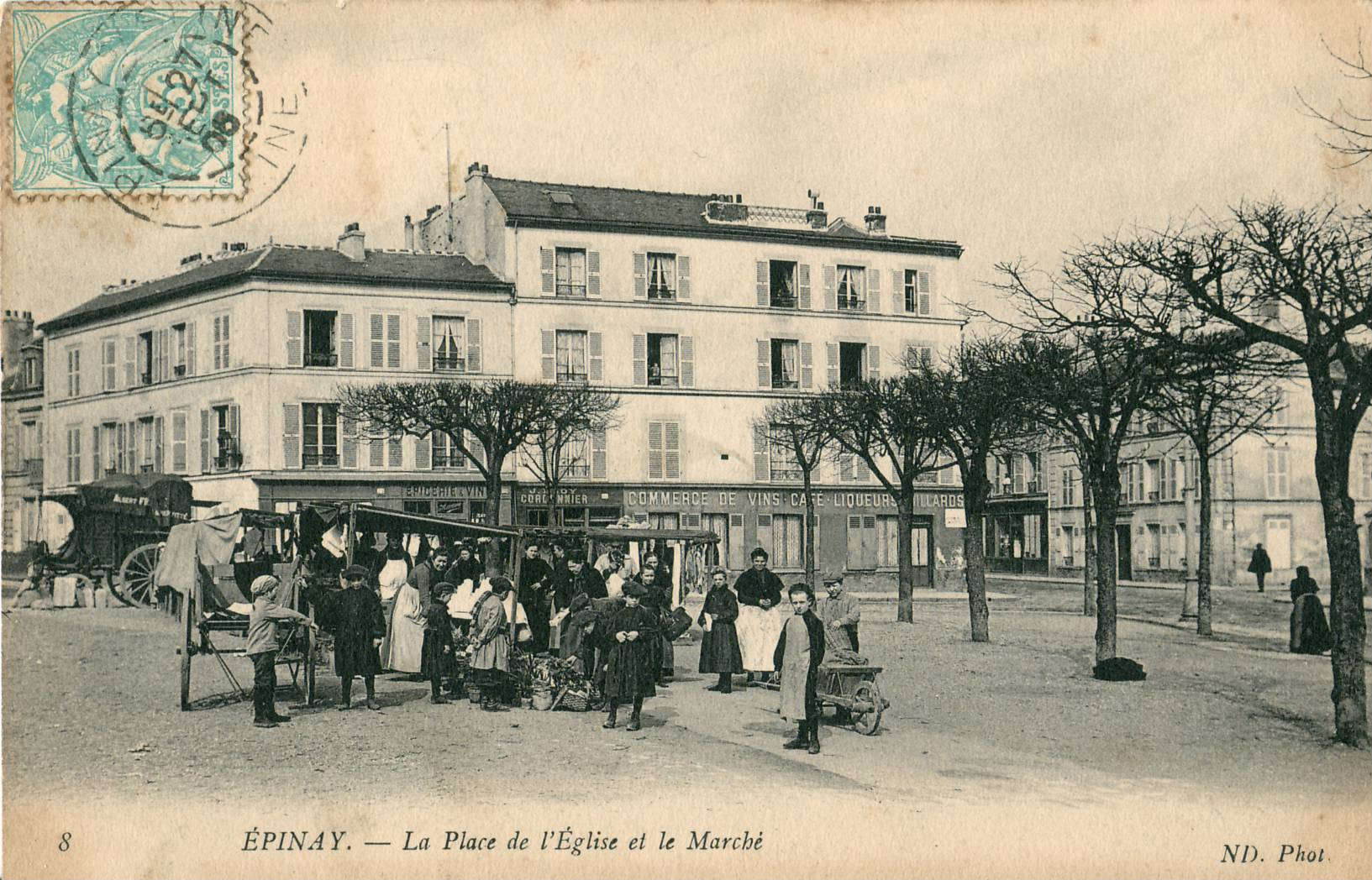
L'ancien centre-ville,
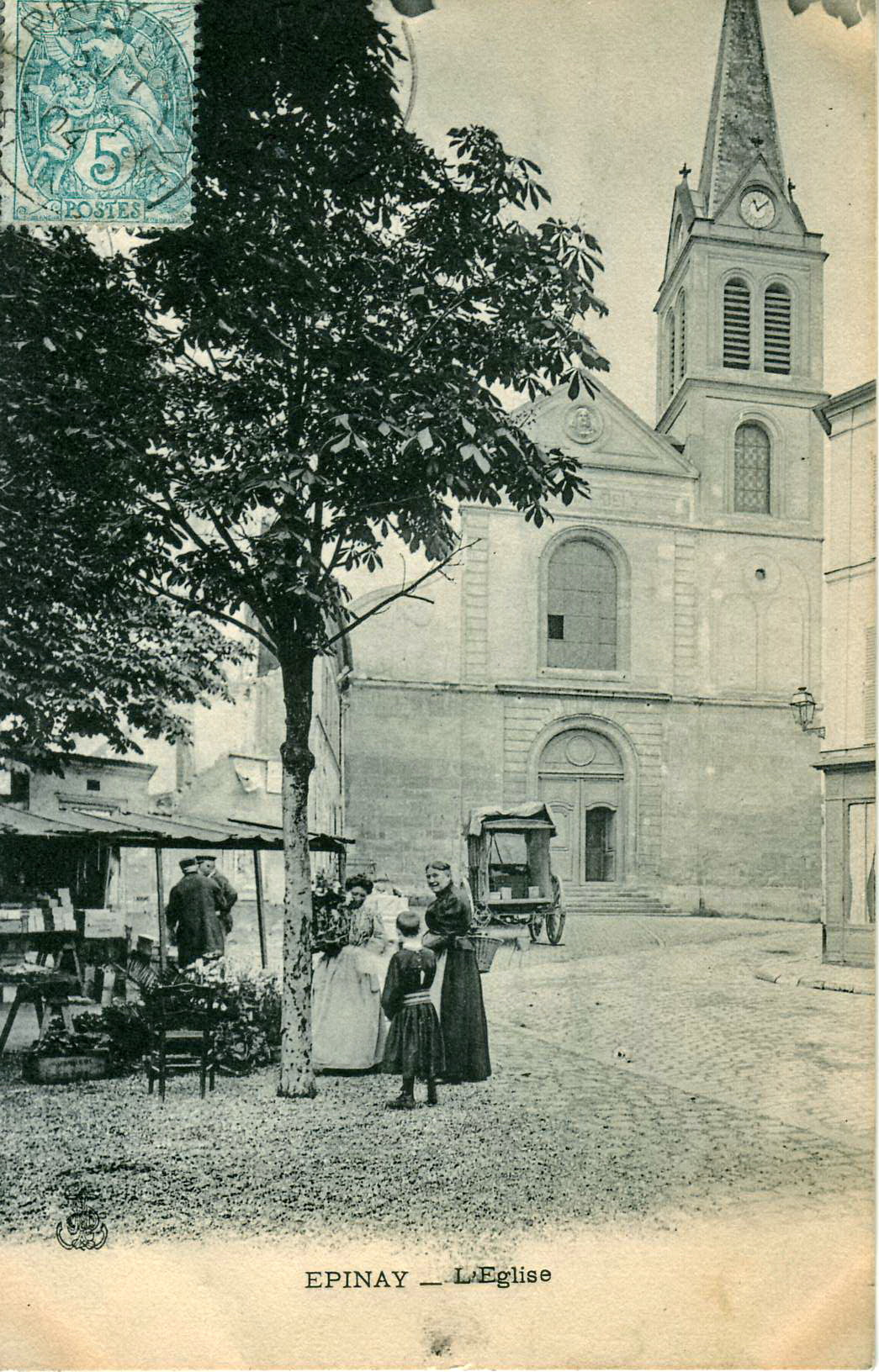
L'église Saint-Médard.
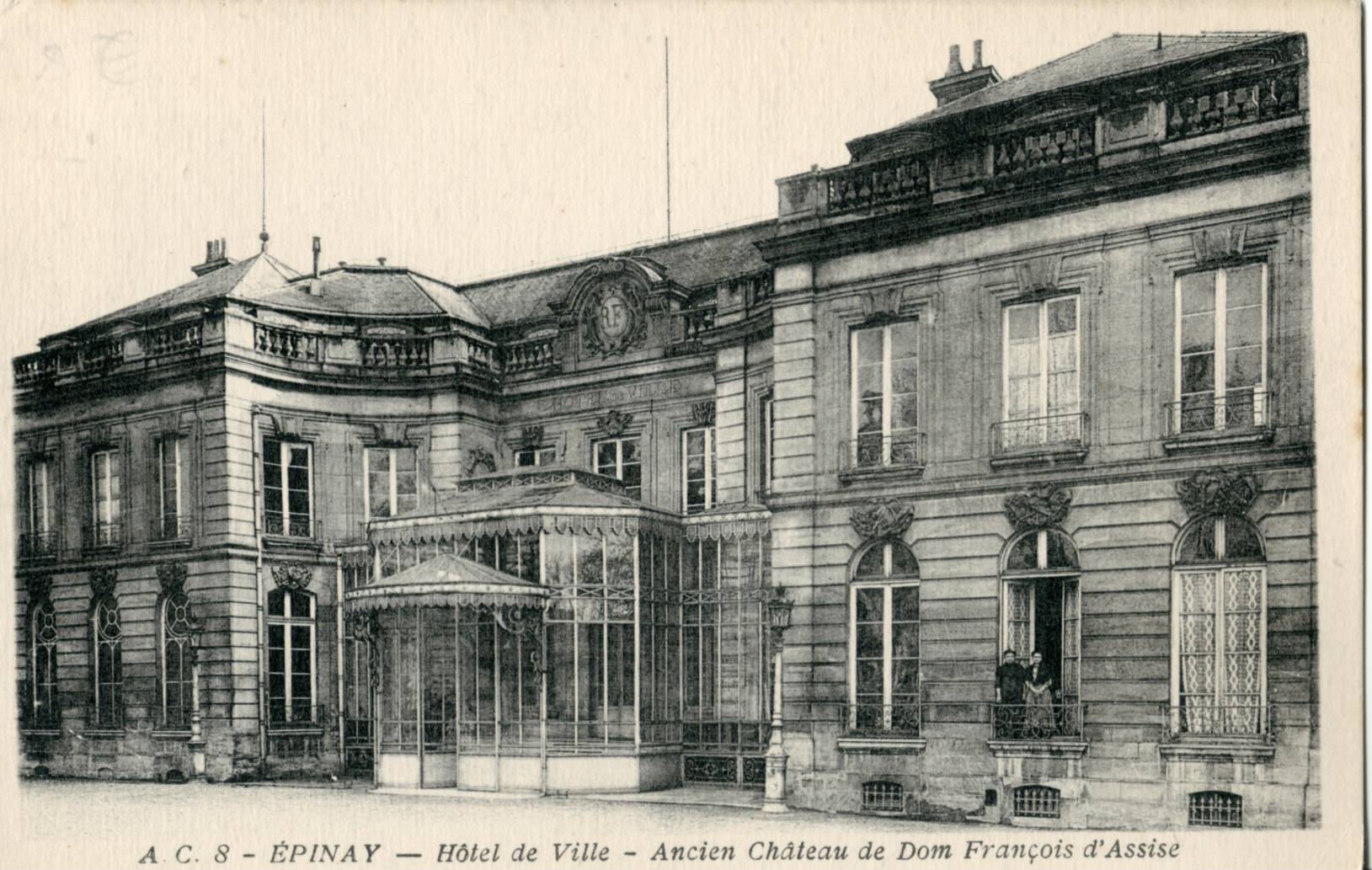
La mairie, ancien château du roi-consort d'Espagne.
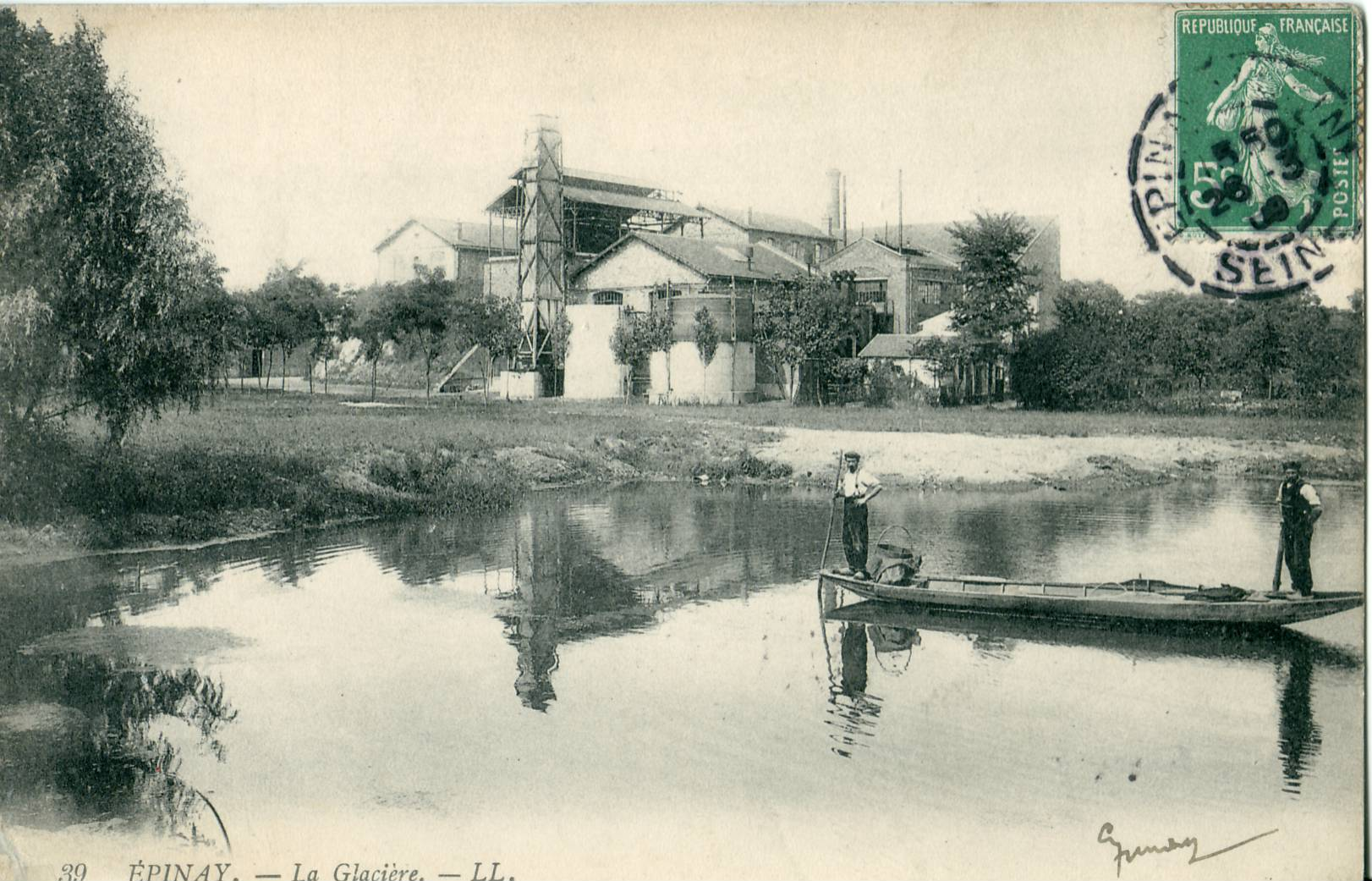
La Glacière d'Épinay était implantée près de l'étang de Coquenard, sensiblement à l'emplacement du château de Madame d'Épinay.
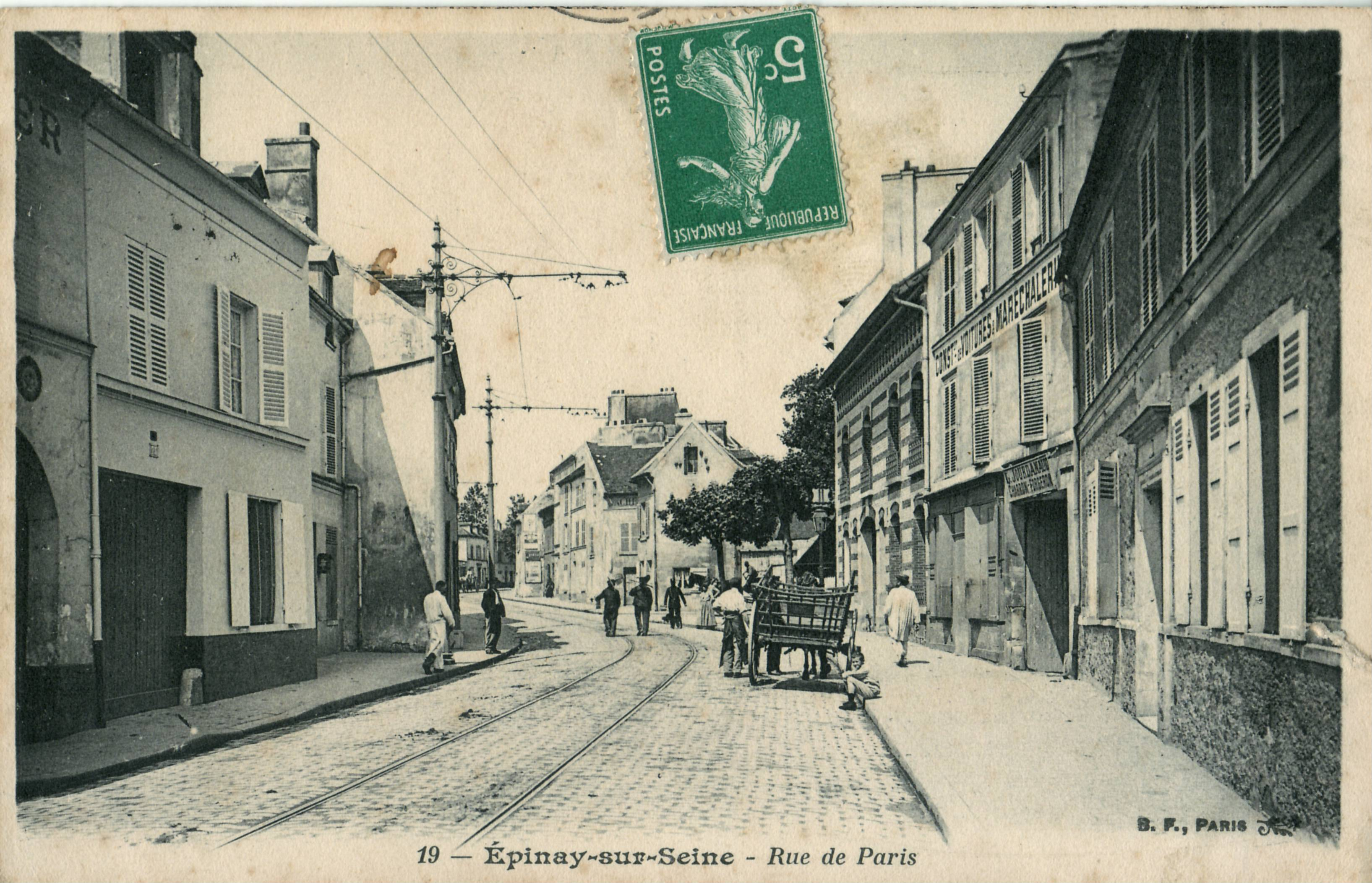
La rue de Paris. Le tracé historique de la RN 14 est alors parcourue par le tramway Enghien - Trinité. C'est l'ancêtre du T8.
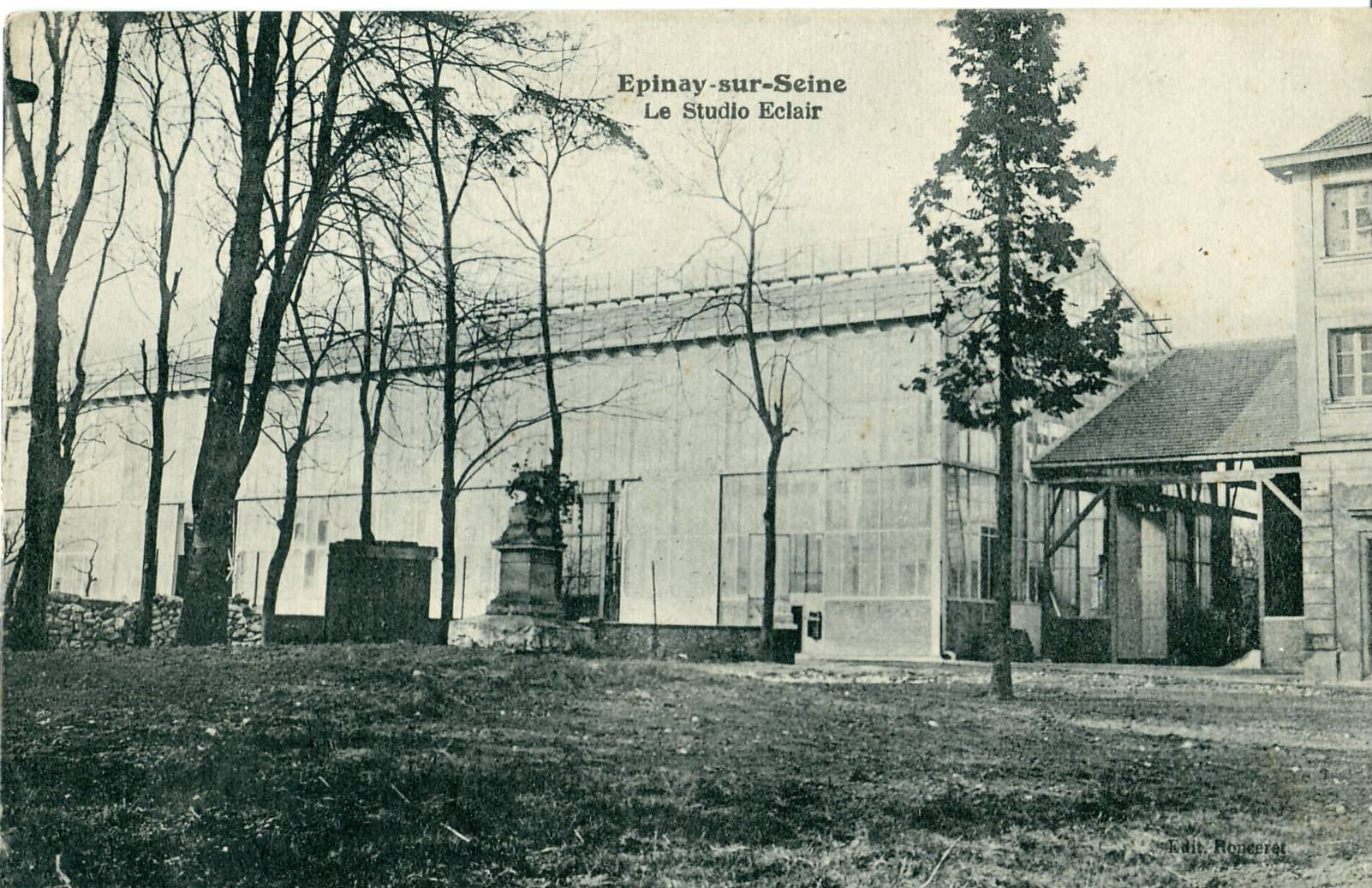
Le studio Éclair.
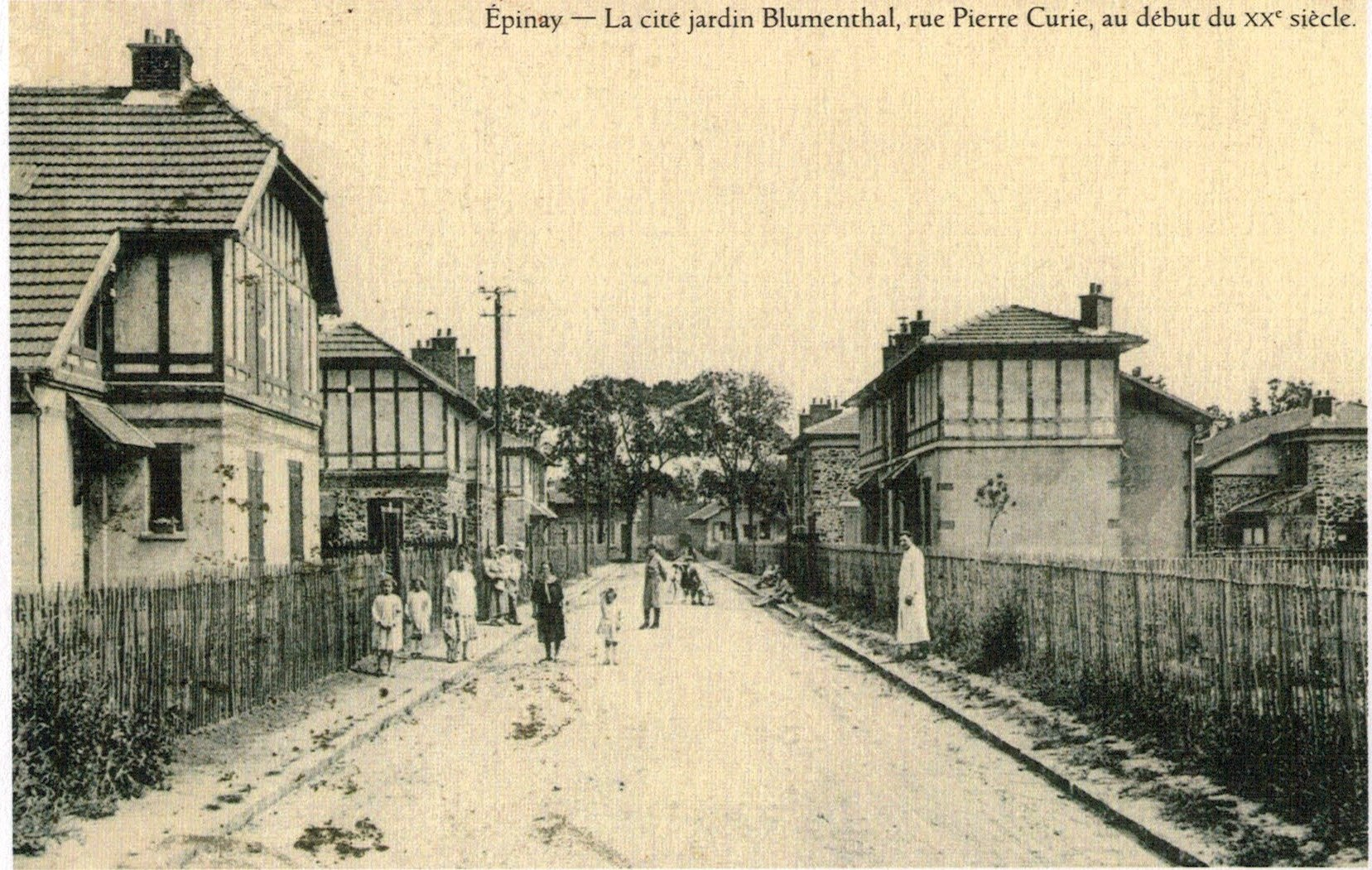
La Cité-jardin Blumenthal.
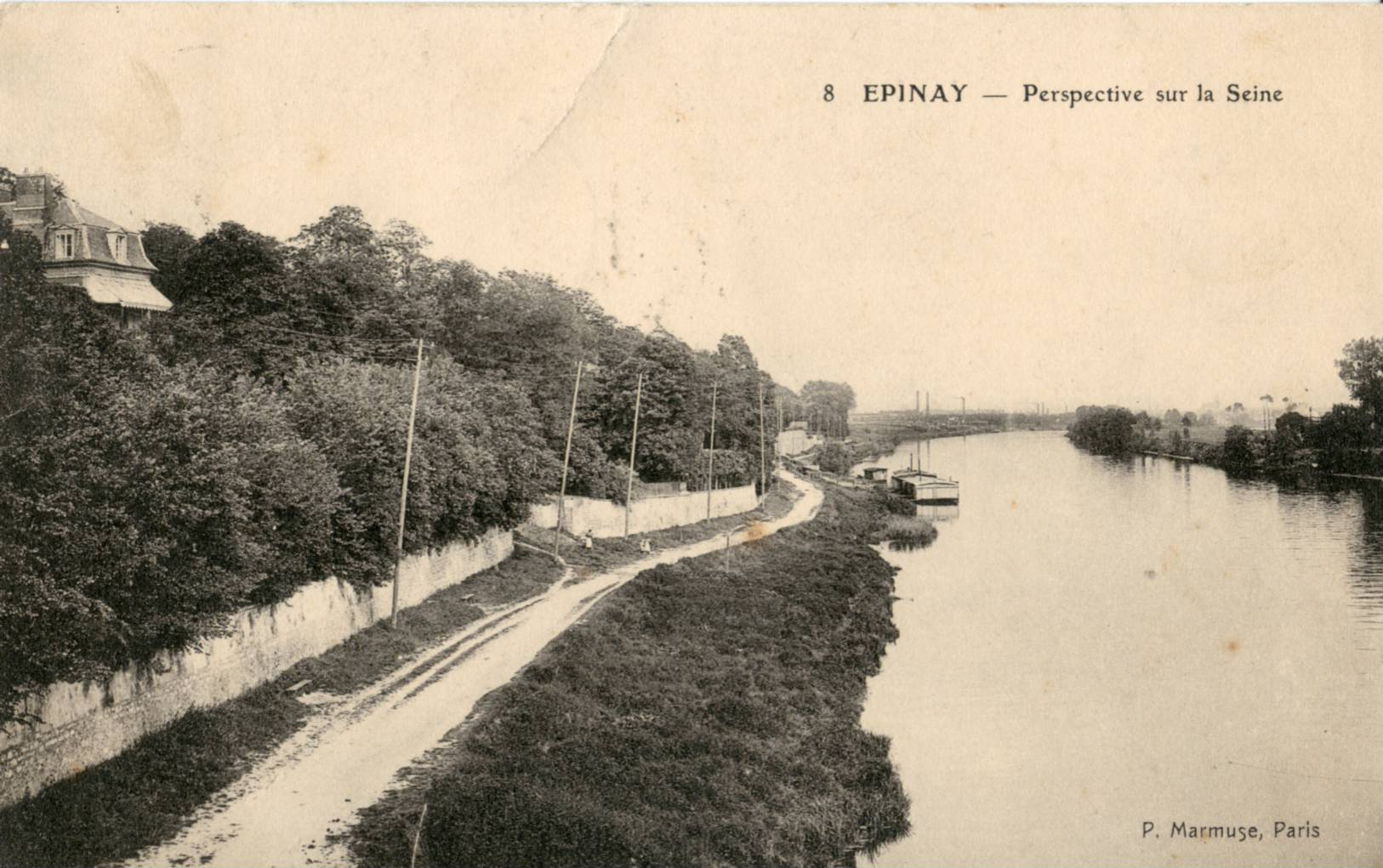
Les berges de la Seine au début du XXe siècle.

La ville a été marquée dans les années 1960 et 1970 par la construction de Grands ensembles principalement dans les quartiers d'Orgemont, des Presles et de La Source, aujourd'hui la majorité des habitants de la commune vivent dans ces types de logements.
La commune est notamment connue pour avoir abrité en 1971 le 58e congrès de la SFIO, dit Congrès d'Épinay, qui vit la « réunification » de la « famille » socialiste.
Elle est aussi connue pour les Studios Éclair, réputés dans le cinéma et pour le traitement des pellicules, etc.
Le 27 octobre 2005, au premier jour des « émeutes de 2005 », Jean-Claude Irvoas, un employé d'une firme de mobilier urbain, est battu à mort par deux individus de 19 et 23 ans au moment des faits dans le quartier d'Orgemont. Il était occupé à photographier un lampadaire pour le catalogue de la compagnie havraise ETI, qui fabrique des lampadaires anti-vandalisme.

## Politique et administration

### Rattachements administratifs et électoraux

#### Rattachements administratifs
Jusqu’à la loi du 10 juillet 1964, la commune faisait partie du département de la Seine. Le redécoupage des anciens départements de la Seine et de Seine-et-Oise fait que la commune appartient désormais à la Seine-Saint-Denis après un transfert administratif effectif le 1er janvier 1968.
De 1801 à 1893, la commune fait partie du canton de Saint-Denis, année où elle intègre le canton de Saint-Ouen-sur-Seine du département de la Seine avant de devenir en 1967 dans le cadre de la mise en place de la Seine-Saint-Denis  le chef-lieu du canton d'Épinay-sur-Seine, qui n'était constitué que de cette seule commune.

#### Rattachements électoraux
Pour les élections départementales, dans le cadre du redécoupage cantonal de 2014 en France, la commune est désormais partagée entre deux cantons : celui d'Épinay-sur-Seine, où habitent 24 180 Spinassiens (recensement de 2012), et celui de Saint-Ouen-sur-Seine, où résident 30 960 Spinassiens.
Pour l'élection des députés, elle fait partie de la première circonscription de la Seine-Saint-Denis.

### Intercommunalité
La ville était membre fondateur de la communauté d'agglomération Plaine Commune, un établissement public de coopération intercommunale (EPCI) à fiscalité propre créé en 2000 et auquel la commune avait transféré un certain nombre de ses compétences, dans les conditions déterminées par le code général des collectivités territoriales.
Dans le cadre de la mise en œuvre de la volonté gouvernementale de favoriser le développement du centre de l'agglomération parisienne comme pôle mondial est créée, le 1er janvier 2016, la métropole du Grand Paris (MGP), dont la commune est membre.
La loi portant nouvelle organisation territoriale de la République du 7 août 2015 prévoit également la création de nouvelles structures administratives regroupant les communes membres de la métropole, constituées d'ensembles de plus de 300 000 habitants, et dotées de nombreuses compétences, les établissements publics territoriaux (EPT).
La commune a donc également été intégrée le 1er janvier 2016 à l'établissement public territorial Plaine Commune, qui succède à la communauté d'agglomération éponyme.

### Politique locale et résultats
Lors des élections municipales de 2008, la liste conduite par Hervé Chevreau, maire sortant MoDem, a été élue dès le premier tour avec 60,3 % des suffrages exprimés. La position de Bruno Le Roux, ancien maire, sur la liste du PS ne lui a pas permis d'être élu conseiller municipal d'opposition.
Comme en 2008, la liste menée par Hervé Chevreau est aisément réélue dès le premier tour lors des élections municipales de 2014 dans la Seine-Saint-Denis avec 7 254 voix (65,03 % des suffrages exprimés, 39 conseillers municipaux élus, dont 8 communautaires), devançant très largement les listes menées respectivement par, :

- Yannick Trigance (PS-PCF-EELV, 3 037 voix, 27,22 %, 6 conseillers municipaux élus dont 1 communautaire) ;

- Daniel Rigault (Front de gauche, 470 voix, 4,21 %, pas d'élus) ;

- Oben Ayyildiz (DVD, 393 voix, 3,52 %, pas d'élus) ;

Lors de ce scrutin, 53,50 % des électeurs se sont abstenus.

Lors du premier tour des élections municipales de 2020 dans la Seine-Saint-Denis, la liste UDI - SL menée par le maire sortant Hervé Chevreau obtient la majorité absolue des suffrages exprimés, avec 5 169 voix (67,27 %, 39 conseillers municipaux élus dont 1 métropolitain), devançant très largement les listes menées respectivement par :

- Salah Bourdi (LREM - AC - PÉ, 1 034 voix, 13,45 %, 3 conseillers municipaux élus) ;

- Pierre Tavares (LFI - PCF - G·s - GRS, 732 voix, 9,52 %, 2 conseillers municipaux élus) ;

- Madjid Challal (EÉLV - PS - ND - PP - PRG, 616 voix, 8,01 %, 1 conseiller municipal élu) ;

- Stéphane Berger (POID, 132 voix, 1,71 %, pas d'élus).

Lors de ce scrutin, marqué par la pandémie de Covid-19 en France, 69,04 % des électeurs se sont abstenus.

### Jumelages
En 2020, Épinay-sur-Seine indique être jumelée avec :
- Oberursel (Allemagne) depuis 1964
- South Tyneside (Angleterre) depuis 1965
- Alcobendas (Espagne) depuis 1986

Dans le cadre de la coopération décentralisée, la ville d’Épinay-sur-Seine est en lien avec deux villes du Proche-Orient : Ramallah en Palestine et Mevasseret Tsion en Israël, ainsi qu'avec Tichy, en Algérie.

## Équipements et services publics

### Enseignement
Deux lycées sont présents à Épinay :
- le lycée d'enseignement général Jacques-Feyder, qui comprend 4 classes préparatoires aux études supérieures, des classes de BTS et un partenariat avec Sciences Po.
- le lycée professionnel et technique Louise-Michel ainsi que 4 collèges, 16 écoles primaires et 14 écoles maternelles[62].

### Équipements culturels
La ville dispose de l'Espace lumière (salle de spectacle de 650 places), de la Maison du théâtre et de la danse, d'un conservatoire de musique et de danse, du Pôle musical d'Orgemont, ainsi que d'un multiplexe à l'enseigne CGR.
Trois médiathèques du réseau de lecture publique de Plaine Commune desservent la ville : la médiathèque Jules Vallès, la médiathèque Colette et la médiathèque Albert Camus.
La ville abrite notamment le centre départemental d'archéologie de la Seine-Saint-Denis.

## Population et société

### Démographie

#### Évolution démographique
L'évolution du nombre d'habitants est connue à travers les recensements de la population effectués dans la commune depuis 1793. Pour les communes de plus de 10 000 habitants les recensements ont lieu chaque année à la suite d'une enquête par sondage auprès d'un échantillon d'adresses représentant 8 % de leurs logements, contrairement aux autres communes qui ont un recensement réel tous les cinq ans,.

En 2022, la commune comptait 53 564 habitants, en évolution de −3,65 % par rapport à 2016 (Seine-Saint-Denis : +4,67 %, France hors Mayotte : +2,11 %).
| 1793 | 1800 | 1806 | 1821 | 1831 | 1836  | 1841  | 1846  | 1851  |
| ---- | ---- | ---- | ---- | ---- | ----- | ----- | ----- | ----- |
| 851  | 745  | 805  | 756  | 866  | 1 069 | 1 119 | 1 176 | 1 038 |

| 1856  | 1861  | 1866  | 1872  | 1876  | 1881  | 1886  | 1891  | 1896  |
| ----- | ----- | ----- | ----- | ----- | ----- | ----- | ----- | ----- |
| 1 238 | 1 290 | 1 584 | 1 526 | 1 698 | 2 307 | 2 362 | 2 591 | 2 860 |

| 1901  | 1906  | 1911  | 1921  | 1926   | 1931   | 1936   | 1946   | 1954   |
| ----- | ----- | ----- | ----- | ------ | ------ | ------ | ------ | ------ |
| 3 438 | 4 222 | 5 912 | 8 912 | 11 475 | 14 505 | 15 889 | 16 269 | 17 611 |

| 1962   | 1968   | 1975   | 1982   | 1990   | 1999   | 2006   | 2011   | 2016   |
| ------ | ------ | ------ | ------ | ------ | ------ | ------ | ------ | ------ |
| 34 167 | 41 774 | 46 578 | 50 314 | 48 762 | 46 409 | 51 598 | 54 540 | 55 593 |

| 2021   | 2022   | - | - | - | - | - | - | - |
| ------ | ------ | - | - | - | - | - | - | - |
| 53 489 | 53 564 | - | - | - | - | - | - | - |

#### Immigration
La ville fut marquée par une forte présence d'immigration comme de nombreuses autres banlieues en Île-de-France, surtout depuis les années 1960 et 1970 avec la construction des grands ensembles, notamment par l'arrivée de populations originaires du Maghreb, puis plus récemment d'Afrique subsaharienne.
En 1999, 56,5 % des jeunes de moins de 18 ans étaient d'origine étrangère (au moins un parent immigré) et en 2005, les jeunes d’origine maghrébine, subsaharienne ou turque sont devenus majoritaires dans la commune,.

### Cultes
Catholicisme
La commune comprend plusieurs lieux de cultes catholiques :
- L'église Saint-Médard
- L'église Notre-Dame-des-Missions
- L'église Saint-Patrice d'Orgemont a été construite en 1962 dans la cité d'Orgemont.
- L'église Sainte-Cécile-de-la-Briche, située avenue de la République et construite en 1961.

Islam
La mosquée Al-Arkam, située Rue de Presles et fondée en 1986.

## Économie
Épinay est une commune principalement consacrée au logement, mais comprend néanmoins un tissu économique significatif, avec ses 7 695 salariés et 695 entreprises.
On peut signaler certaines entreprises, telles que Naf Naf - Chevignon (300 emplois), la chimie (Seratec), le commerce international (Métalarc), l’ingénierie industrielle (Sidérurgie Forges et Fonderies), l’alimentation (Gelati Marsala), le service (Star’s service), la Polyclinique des Presles… À noter qu'une ancienne carte postale attribue à tort à Épinay les gazomètres de l'usine à gaz de Gennevilliers/Villeneuve-la-Garenne.
Toutefois, les entreprises de moins de cinq salariés sont majoritaires et on a connu une diminution de près de 9 % du nombre d'établissements au cours de la dernière décennie
La principale zone d'activité est située en bordure de Saint-Denis avec une zone plus ancienne route de Saint-Leu (RN 328), en limite de Villetaneuse. La création d'une zone de bureaux à Épinay a été tentée sous les précédentes municipalités (zone Épinay-Intégral), mais s'est soldée par un échec.
La commune compte une zone franche urbaine (ZFU) dans le quartier d'Orgemont.

## Culture locale et patrimoine

### Lieux et monuments

#### Hôtel de ville
L'Hôtel-de-Ville occupe depuis le 19 juillet 1908 l'ancien hôtel seigneurial du fief d'Ormesson. Depuis la disparition du château de la Briche en 1870, c'est le seul survivant des anciens châteaux d'Épinay. L'existence d'une demeure à cet emplacement est mentionnée dès 1306 ; les seigneurs du village y résident alors. Reconstruit en 1760 par le marquis du Terrail, fils d'un riche financier, en forme de « T » qui rappelle son nom, c'est une élégante construction caractéristique du XVIIIe siècle. Les fenêtres de l'aile ouest sont ornées de mascarons sur les clefs de voûte représentant les quatre continents. D'importants travaux ont été réalisés par l'architecte Bouwens de 1881 à 1889 (dont adjonction de marquises).
Après la mort du roi-consort d'Espagne François d'Assise de Bourbon, qui l'avait acquis en 1881, le château et son parc sont achetés en 1906 par le maire de l'époque Georges Thibout à titre personnel pour la somme de 210 000 francs. Il revend le château et la moitié du terrain (un hectare) à la commune pour la somme de 50 000 francs, et donne les communs du château à la commune pour y faire une école maternelle publique. La commune installe la mairie dans le château (décor de la salle du conseil de 1911, antérieurement implantée dans une petite maison de deux étages située près de l'église Saint-Médard, rue de Paris. La maison du concierge fut mise à disposition des anciens combattants d'Épinay par Georges Thibout et, après la Seconde Guerre mondiale, donnée à la commune pour agrandir le parc de la mairie. C'est la Maison des combattants actuelle.

#### Église Notre-Dame des Missions

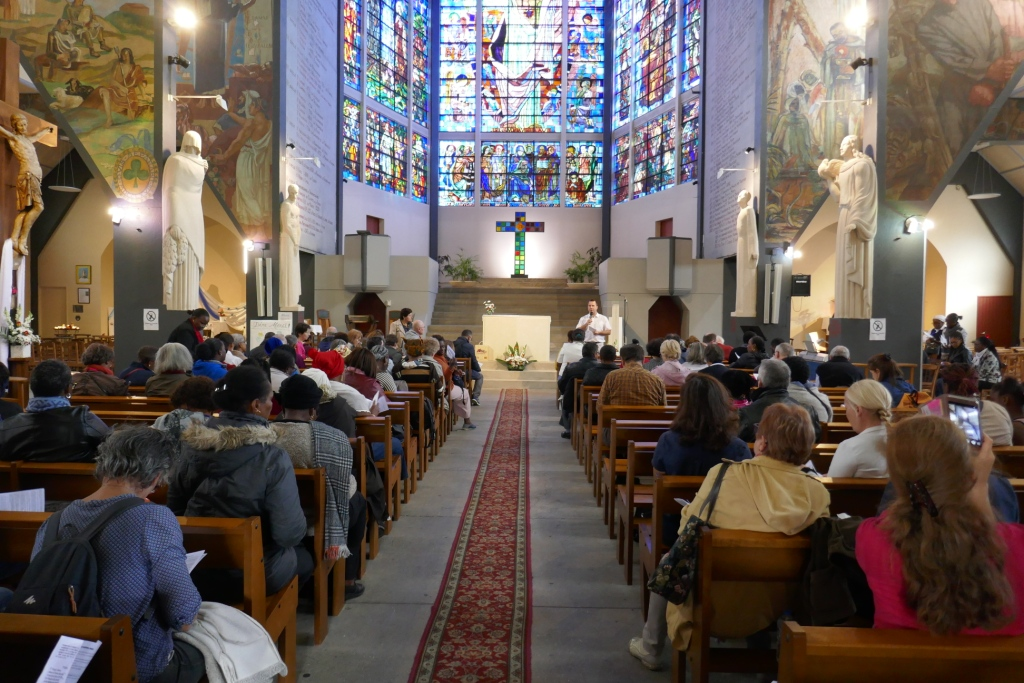
Cérémonie à Notre-Dame des Missions.

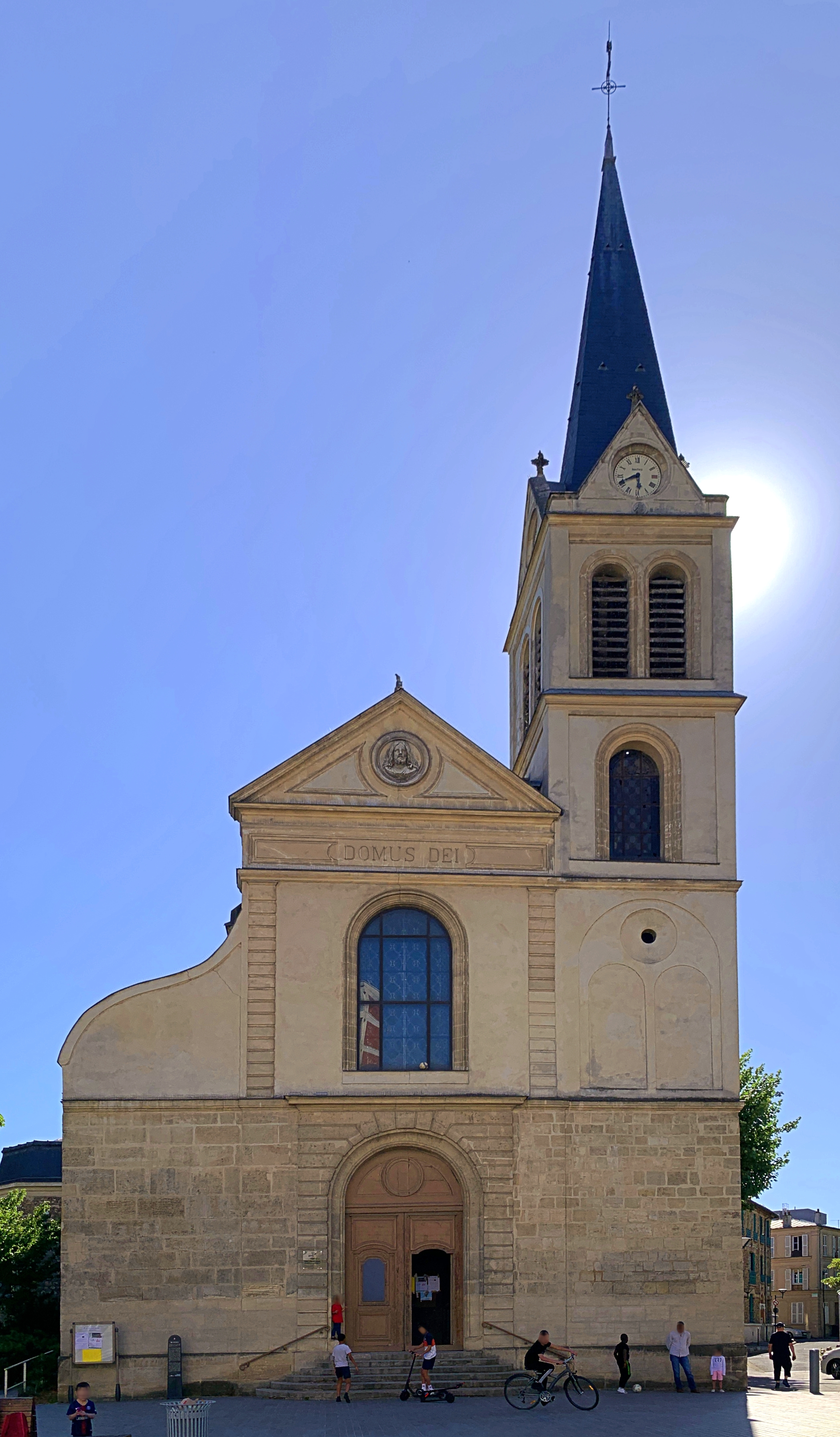
Église Saint-Médard.

L'église Notre-Dame-des-Missions, située au 102, avenue Joffre, était la chapelle des missions catholiques, édifiée par l'architecte de l'archevêché Paul Tournon, présentée à l'exposition coloniale de 1931 au bois de Vincennes : « à la gloire de la conquête missionnaire de l'église catholique à travers les pays et les siècles ».
Elle présente une étonnante diversité de styles, avec une façade mi-annamite, mi -Art déco. En 1932, à la suite d'une souscription nationale lancée par le maréchal Lyautey, le pavillon est reconstruit en béton armé (le pavillon d'origine étant en matériaux légers) à Épinay. Pour la façade, le maître-verrier Marguerite Huré utilise un nouveau procédé, la brique Huré, breveté en 1930. Les vitraux, peintures et sculptures sont réalisés par des artistes des Ateliers d'Art sacré (fondés en 1919 par les peintres Maurice Denis et George Desvallières) sous la direction d'Henri de Maistre.

#### Église Saint-Médard
L'église Saint-Médard, édifiée en 1743 par le duc de Bourbon, prince de Condé et en partie détruite pendant la Guerre franco-prussienne de 1870, lors du Combat d'Épinay.

#### Berges de Seine

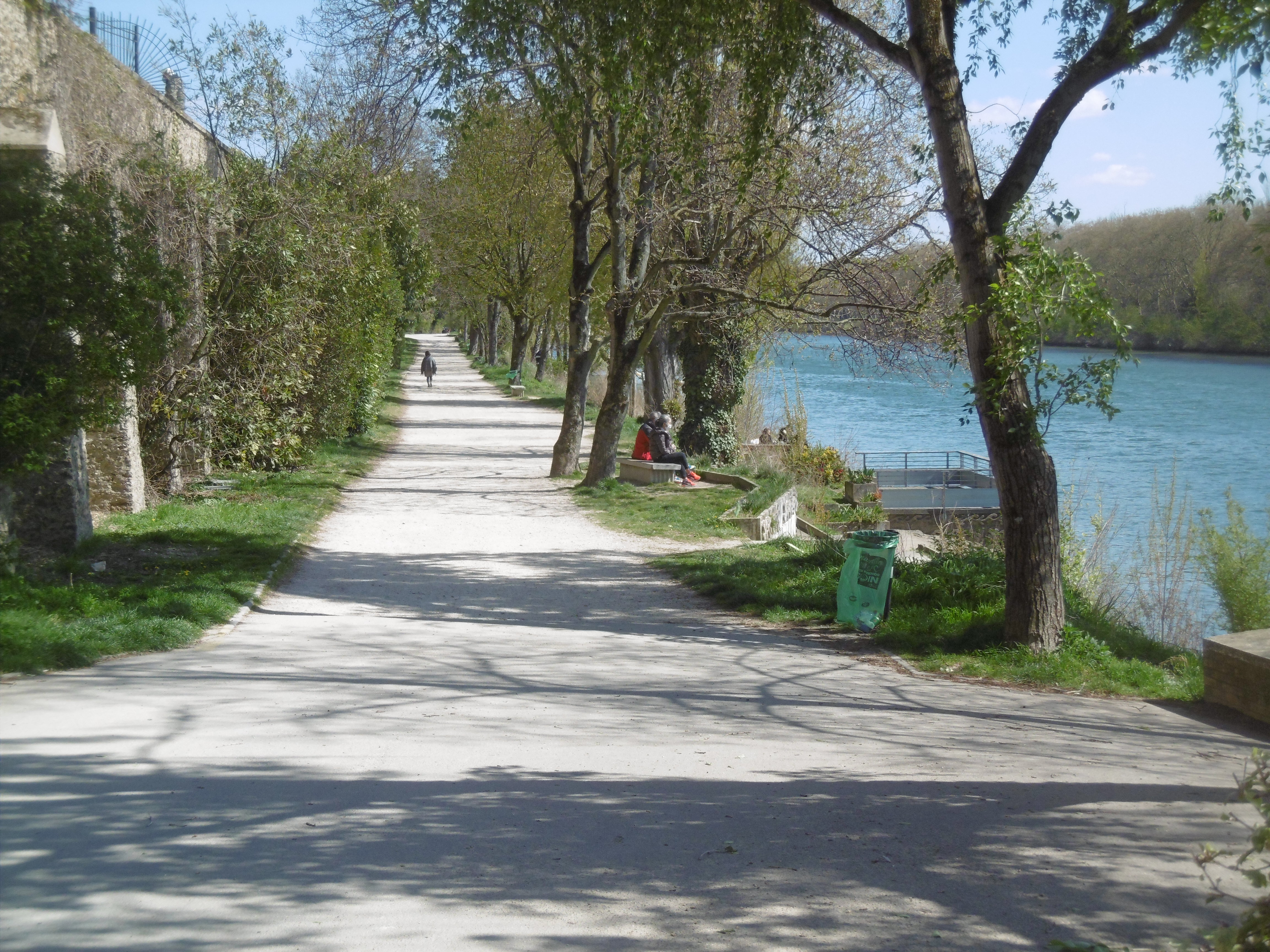
Les berges de Seine.

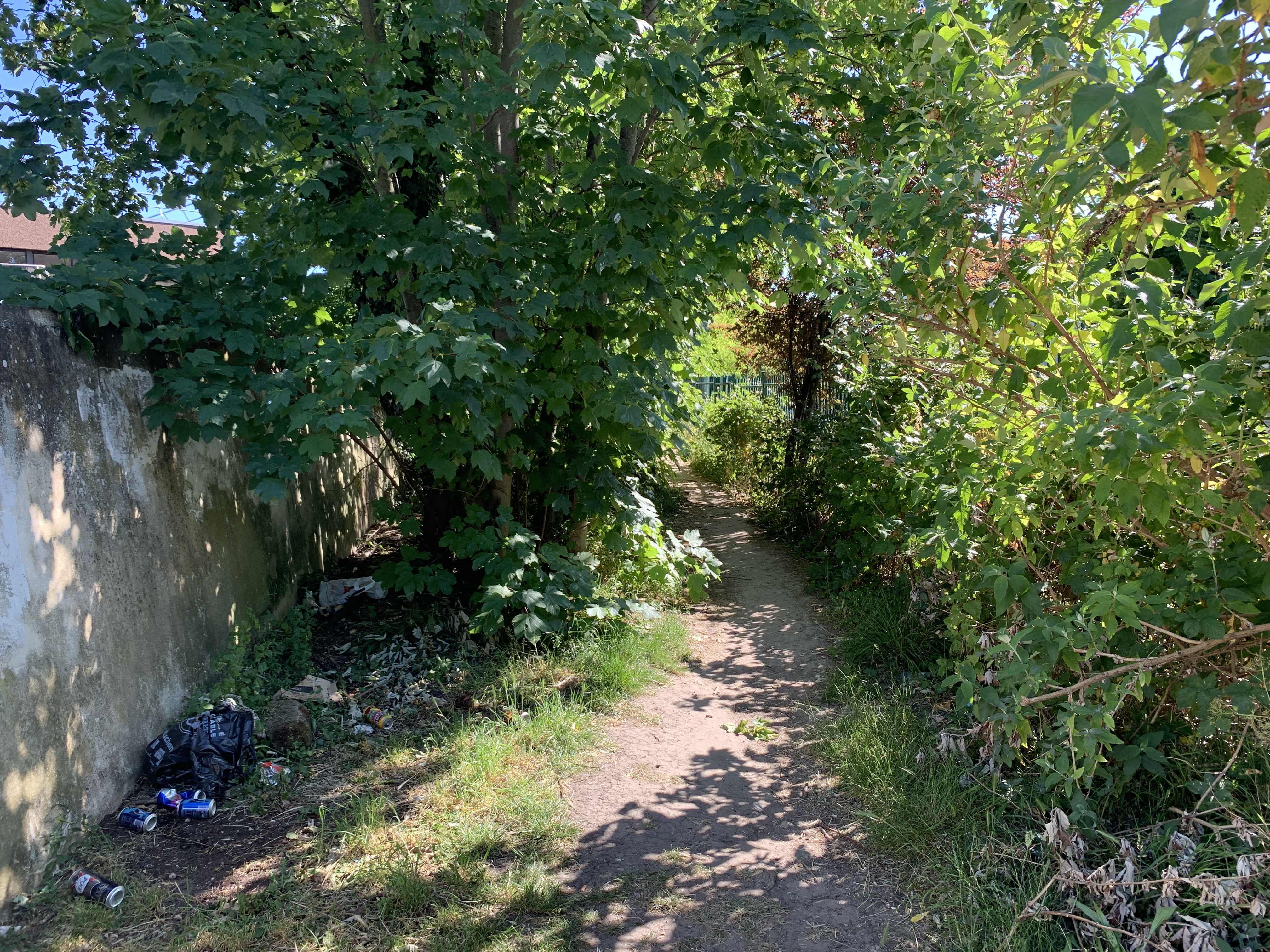
Accès au parc Lihou.

Les berges de Seine sont en cours de reconquête paysagère et environnementale. En 2008, 2,3 km sont ainsi accessibles au public après leur requalification par le conseil général entre le port de Saint-Denis et Épinay, comprenant une consolidation des berges érodées. Ces aménagements, menés depuis une dizaine d'années, ont valu à la municipalité de recevoir en 2008 le label villes Seine avec 3 « canards » (sur quatre possibles) de l'association La Seine en partage.
La création d'une passerelle pour permettre aux piétons de rejoindre le parc départemental de l'Île-Saint-Denis est envisagée.

#### Usine Mokarex
Bien que l'usine de café Mokarex soit fermée et désaffectée, ses vestiges sont encore visible au 101, avenue Jean-Jaurès.

#### Autres
- Le monument aux morts est dû au ciseau du sculpteur Carlo Sarrabezolles, qui participa aussi au décor de l'église Notre-Dame-des-Missions.
- Le pigeonnier, rue Mulot, date de la fin du XVIIIe siècle.
- Le pavillon de musique, 6 avenue de la République[75], est le seul vestige de la maison de campagne de Rose Bertin.
- Le cimetière d'Épinay-sur-Seine abrite la tombe du Comte de Lacépède, fameux zoologiste, et celle de Georges Thibout.
- La tour Obélisque constitue également un élément architectural important, étant l’un des premiers gratte-ciels à avoir été construit dans la ville[76].

### Épinay-sur-Seine dans les arts et la culture
Outre le rôle notable des Studios et laboratoires Eclair pour l'histoire du cinéma en France, Epinay a été le sujet de nombreux artistes.
Plusieurs films ont eu des séquences tournées à Épinay, parmi lesquels Léon Morin, prêtre, de Jean-Pierre Melville avec Jean-Paul Belmondo, Le Mouton, de Pierre Chevalier avec Fernand Raynaud et Le Plus Beau Métier du monde de Gérard Lauzier avec Gérard Depardieu. Les deux premiers montrent la pittoresque église avec son arche ronde marquée DOMUS DEI (la maison du Seigneur). Également une courte scène du film Gas-Oil, de Gilles Grangier avec Jean Gabin et Jeanne Moreau, fut tournée rue de Paris et une autre dans le cimetière.

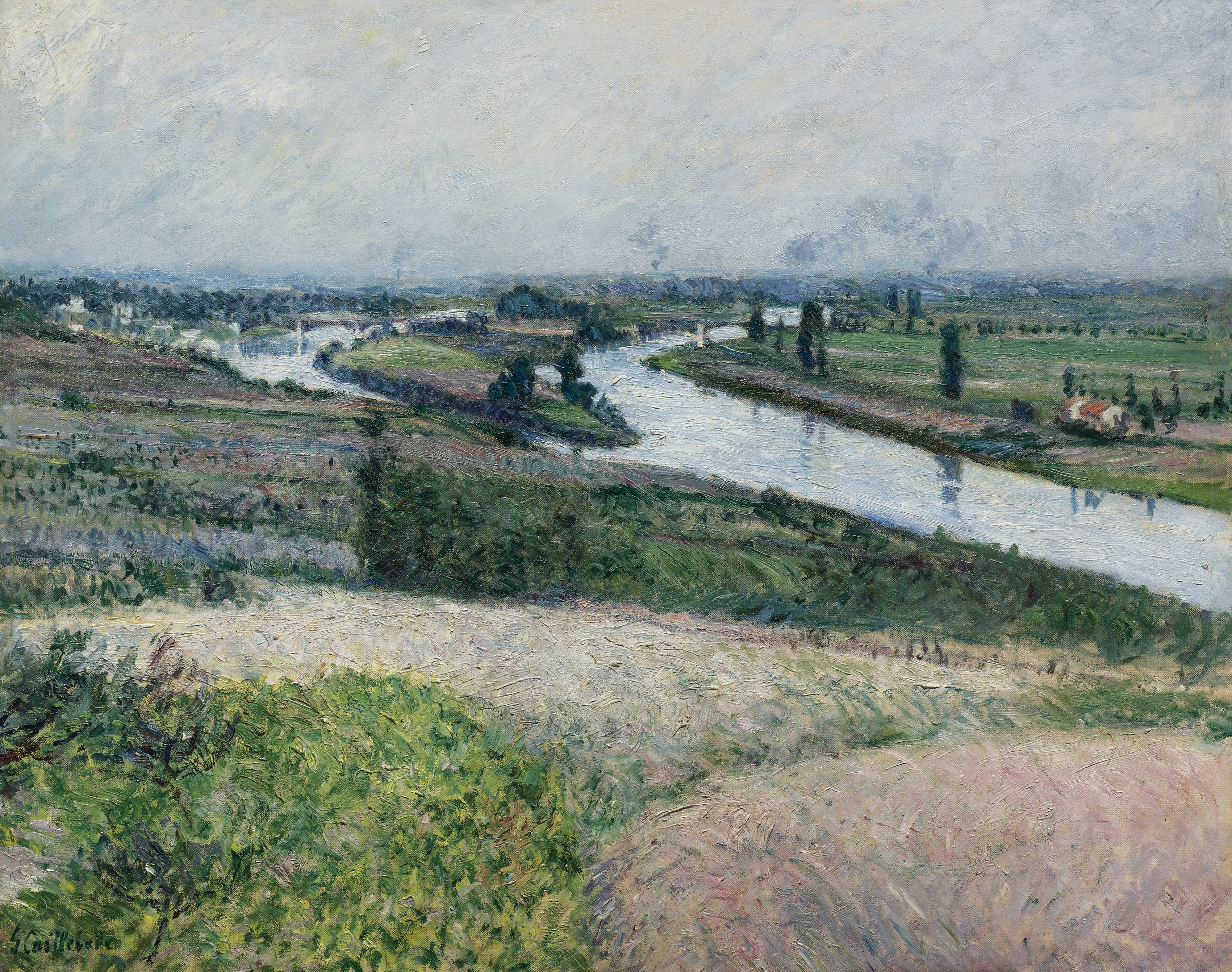
Gustave Caillebotte : La Seine à la Pointe d'Épinay (vers 1888).
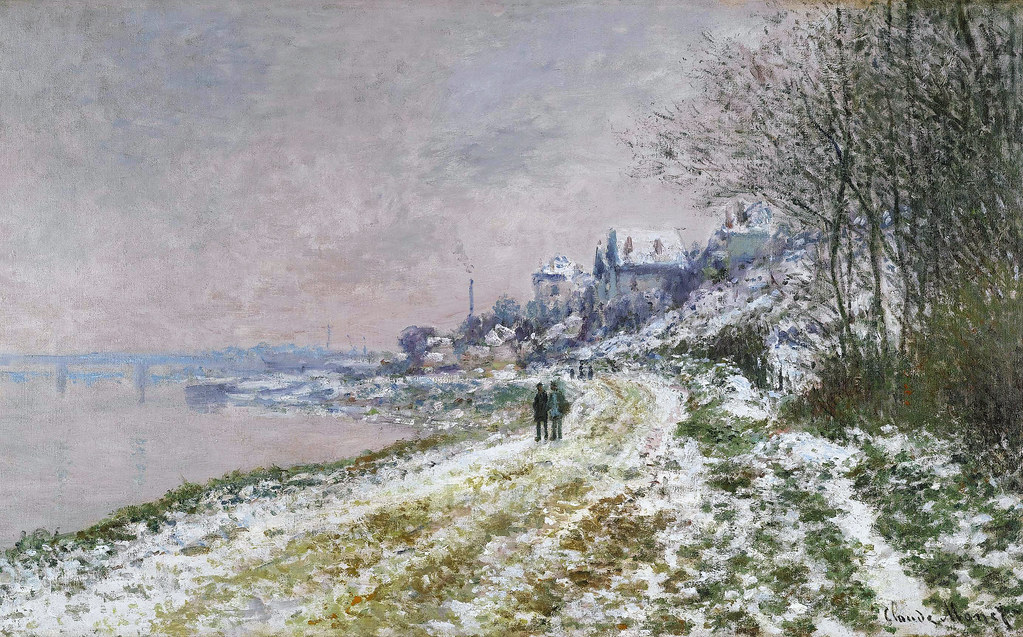
Claude Monet : Chemin à Épinay, effet de neige.

### Personnalités liées à la commune
- Charlotte Eustache Sophie de Fuligny-Damas, marquise de Grollier (1741-1828) est une peintre, spécialiste des fleurs, qui s'installa au château d'Épinay
- Rose Bertin (1747-1813), modiste et chapelière de la reine Marie Antoinette, y est morte.
- Charles-Maurice de Talleyrand-Périgord, prince de Talleyrand (1754-1838) se marie en l'église Saint-Médard avec Catherine Noël Worlee le 24 fructidor an X.
- Bernard-Germain de Lacépède (1756-1825), premier grand chancelier de la Légion d'honneur, baron-pair de France, se retire dans sa maison d'Épinay où il meurt en 1825. Il est enterré au cimetière municipal.
- Nicolas-Joseph Maison (1771-1840), général de Napoléon et maréchal de France, est né à Épinay-sur-Seine.
- Louis-Georges Mulot (1792-1872), ingénieur et entrepreneur né à Épinay, il creuse son premier puits artésien à Épinay.
- Léon Fallue (1795-1868), historien français, y est mort.
- François d'Assise de Bourbon (1822-1902), époux de la reine Isabelle II d'Espagne, s'installe dans le château d'Épinay qu'il a acheté en 1881 et dans lequel il meurt en 1902.
- René Gréhan (1878-1918), acteur de théâtre et de cinéma français, y a vécu. Il est Mort pour la France et son nom figure sur le monument aux morts de la commune.

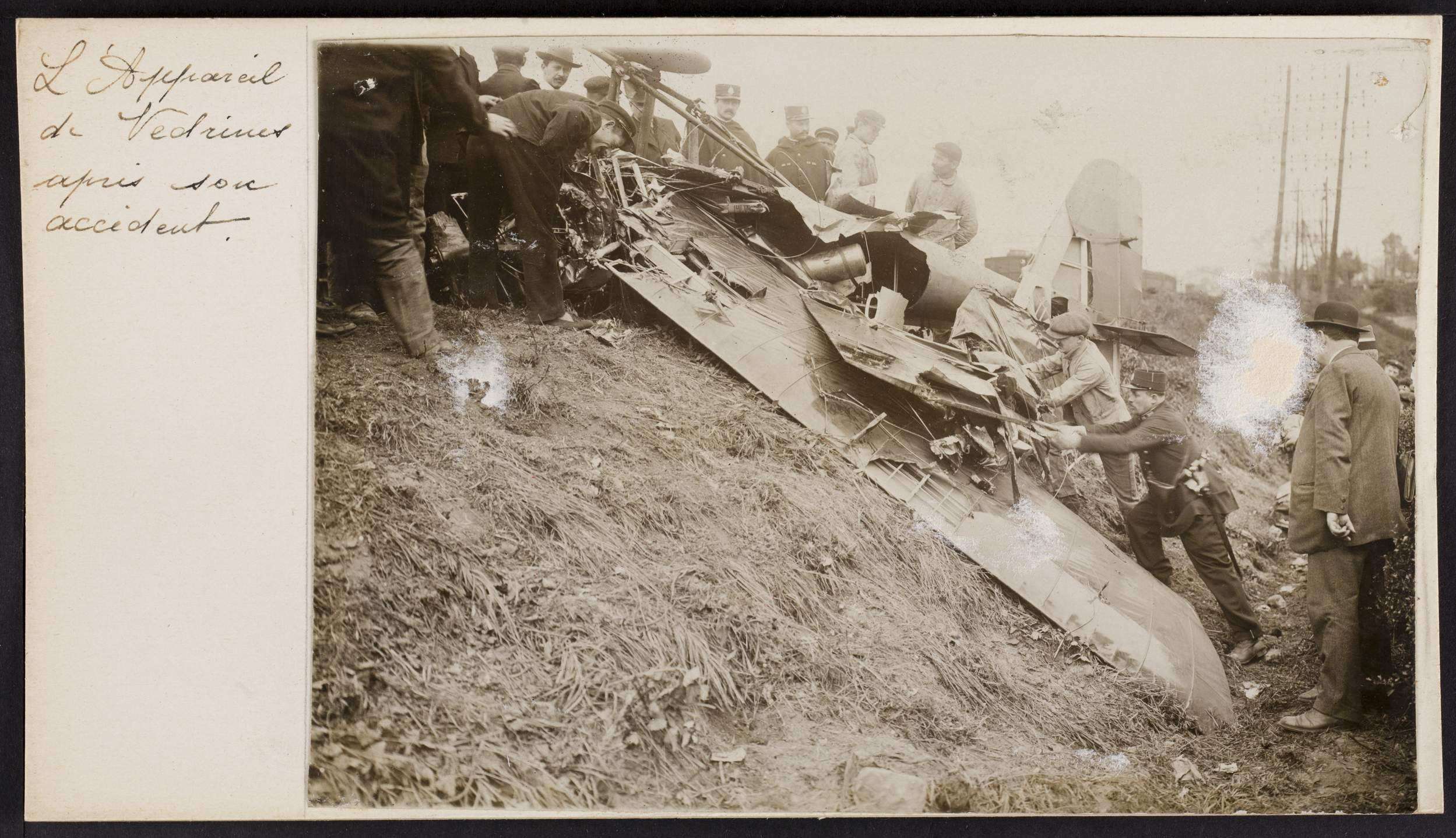
L'avion de Védrines après son crash.

- Jules Védrines (1881-1919) aviateur qui s'écrasa avec son avion malencontreusement le 21 avril 1912 rue de l'Yser, mais en réchappa.
- Le clown Albert Fratellini (1886-1961), habita la ville de 1950 à son décès.
- Lucien Michard (1903-1985), coureur cycliste français des années 1920-1930, spécialiste des épreuves sur piste, est né à Épinay-sur-Seine
- Fernande Moittié (1909-1964), nageuse française de l'entre-deux-guerres, spécialiste de la nage en eau libre, est née à Épinay-sur-Seine.
- Concha Liaño Gil (1916-2014), féministe et républicaine espagnole, fondatrice du mouvement Mujeres Libres, est née à Épinay.
- Jerzy Lisowski (en français également Georges Lisowski) (1928-2004), né à Épinay-sur-Seine, critique littéraire et traducteur de père polonais et de mère française.
- Edmond Maire (1931-2017), syndicaliste, ancien secrétaire général de la CFDT, est né à Épinay-sur-Seine.
- Jean-Claude Bouillon (1941-2017), acteur français, y est né.
- El Hachemi Chouaki dit Aziz Chouaki (1951-2019), écrivain, musicien, romancier et dramaturge algérien, a habité la ville de 1993 à son décès.
- Agnès Mellon (1958- ), soprano française spécialisée dans le répertoire baroque, y est née.
- Élisabeth Lévy (1964- ), journaliste, polémiste et essayiste française, rédactrice en chef puis directrice de la rédaction du magazine Causeur, a grandi à Épinay-sur-Seine.
- Maïtena Biraben (1967- ), animatrice de télévision, y est née.
- Cédric Lécluse (1972- ), footballeur français qui évoluait au poste de défenseur, y est né.
- Éric Rabesandratana (1972- ), footballeur français d'origine malgache, y est né.
- Ousmane Badara Diallo dit Alpha 5.20 (1977- ), rappeur et acteur sénégalo-français à l'origine de nombreuses mixtapes et compilations, et d'un film indépendant, a vécu à la cité d’Orgemont.
- Valéry François, dit Busta Flex (1977- ), rappeur français, a vécu à la Cité d'Orgemont.
- Karim Djellabi (1983- ), footballeur franco-algérien, qui évolue au poste de défenseur gauche ou milieu gauche de 2001 à 2018, y est né.
- Freddy Gladieux (1984- ), vidéaste web, acteur, chanteur, scénariste et réalisateur franco-portugais, né dans la commune.
- Mounir Ben Chettouh dit Hornet la Frappe (né en 1991), rappeur et chanteur français , est originaire de la ville.
- Althéa Laurin (2001- ), championne olympique de taekwondo lors des Jeux olympiques d’été de Paris 2024 et a été médaillée de bronze aux Jeux olympiques de Tokyo, a grandi et s'est entrainée au club d'Épinay-sur-Seine
- Djelika Diallo (2005- ), para-taekwondoïste française, médaille d'argent de taekwondo aux Jeux paralympiques d'été de 2024, s'est initiée son sport à Épinay[77].

### Héraldique
| Blason de Épinay-sur-Seine | Blason  | Coupé : au premier d'or à la croix de gueules cantonnée de seize alérions d'azur ordonnés 2 et 2, au second d'argent au pin arraché de sinople accosté de deux étoiles de six rais de gueules. |
| Blason de Épinay-sur-Seine | Détails | Le statut officiel du blason reste à déterminer. |

## Pour approfondir